# Уфа
Уфа́ (баш. Өфө МФА: [ʏ̞ˈɸʏ̞]о файле) — город в России, столица и крупнейший город Башкортостана. Один из российских городов-миллионеров, девятый по численности населения город в стране, центр Уфимской агломерации. Административный центр Уфимского района, в состав которого не входит, и городского округа город Уфа. Входит в число крупнейших экономических, культурных и научных центров Российской Федерации.
Исторический центр Уфимского уезда, Уфимской провинции, Уфимского наместничества, Уфимского и Симбирского генерал-губернаторства, Оренбургской губернии (1802—1865), Уфимской губернии, Уфимской области и историческая столица Башкирской АССР с 1922 (с 1930 адм. центр Уфим. р‑на), с 1990 столица Башкирской Советской Социалистической Республики, с 1992 — Республики Башкортостан.
Расположена на Уфимском полуострове, в водоразделе рек Белой (Агидель) и Уфы.

## Название
Существуют несколько версий происхождения названия города:
- В «Топографии Оренбургской губернии» (1755 г.) Рычков П. И. писал, что «О звании города Уфы можно догадываться, что оно не вновь ему придано, но паче возобновлено прежнее, и сущее то, которым… ханы, исстари живучи в здешних местах, город свой именовали, ибо никакого резона не видно, чтоб городу, построенному над самой рекой Белою, коя величиною против Уфы вдвое больше, именоваться по реке Уфе, которая в реку Белую впадает с правой же стороны по течению её, версты с три выше города, где никакого городового строения нет. К тому ж над самой рекою Уфою от города верстах в пяти, на весьма высоком и прекрасном месте, поныне видно… городище, где, как сказывают, …ханы живали. И так могло быть, что оное городище по реке Уфе, текущей подле него, прежде нынешнего города Уфы, Уфою именовано, а тому последуя и российского построения город Уфа ж названа. Башкиры реку Уфу называют Уфа-Идель, что значит Уфа-река, а Белую — Ак-Идель, то есть белая река»[17].
- Михаил Сомов в «Оренбургских губернских ведомостях» (1864 г.) писал «… вероятнее всего принять мнение одного из наших ориенталистов, который предполагает, что оно произошло от… — упе — возвышенность, изменившееся со временем в слово Уфа. Это очень правдоподобно, если принять в соображение, что становище хана, как сказано выше, было на возвышенном берегу реки Уфы, которая и сама потом могла получить это же имя; прежде же река эта, вероятно, называлась (как ещё и теперь иногда называется башкирами) Кара-Идель — Тёмная река, в отличие от цвета реки Белой. Название Уфы, может быть, прежде давали одному ханскому жилищу, тогда как самый город мог именоваться Туратав…»[18].
- В «Памятной книжке Оренбургской губернии на 1865 год» приводится следующая версия: «На правыхъ возвышенныхъ берегахъ Бѣлой — городъ Уфа (слово башкирское, значитъ „тёмная вода“), такъ названный издавна башкирцами»[19].
- Кузеев Р. Г., ссылаясь на Камалова А. А., указывает, что название происходит от слова «upe» — река, встречающегося в балтийских языках[20].
- По мнению А. К. Матвеева, название реки иранского происхождения, от «aп» — вода[21].
- По версии языковеда-тюрколога Н. К. Дмитриева и краеведа А. Н. Сергеева название города происходит от слова «Уба», что на башкирском языке означает «холм», «курган»[22][23].
- Д. Г. Киекбаев возводил название Уфа через промежуточную форму Ова или Ува к слову ва «река» в коми языке[24].
- Существует также версия происхождения названия от этнонима башкирского племени упей (баш. өпәй), которые расселены по реке Уфе.
- Т. М. Гарипов объясняет название Уфа как отражение сочетания венгерских о «старинная, древняя» (либо, как вариант, уй «новая») и фойо «река»[24].

## Физико-географическая характеристика

### Географическое положение
Город Уфа расположен на берегу реки Белой (Агидель), при впадении в неё рек Уфы и Дёмы, на Прибельской увалисто-волнистой равнине, в 100 км к западу от хребтов Южного Урала. Лежит преимущественно в междуречье рек Белой и Уфы, на Уфимском полуострове. Ландшафт города в значительной степени определил развитие, застройку, планировку и современный облик Уфы. Река Сутолока делит Уфимский полуостров на Бельско-Сутолоцкую и Сутолоцко-Уфимскую части (ландшафты) Сутолоцким оврагом. Площадь города составляет 708 или 715 км², протяжённость границы города — 232 км. Уфа — самый просторный (по критерию плотности населения) город-миллионер России, и пятый город России по площади и по протяжённости город России.
| С-З | Ижевск 390 км Киров 780 км                                   | Пермь ~ 522 км Сыктывкар ~ 1204 км                | Екатеринбург 550 км Тюмень 810 км                                   | С-В |
| З   | Москва 1315 км Казань 529 км Самара 460 км Нижнекамск 331 км | Роза ветров                                       | Челябинск 420 км Омск 1350 км                                       | В   |
| Ю-З | Бугульма 243 км Саратов 928 км Волгоград 1310 км             | Оренбург 370 км Актобе ~ 630 км Ташкент ~ 2226 км | Магнитогорск 350 км Костанай 656 км Кокшетау 1144 км Астана 1420 км | Ю-В |

Уфа находится в часовой зоне МСК+2. Смещение применяемого времени относительно UTC составляет +5:00. В соответствии с применяемым временем и географической долготой средний солнечный полдень в Уфе наступает в 13:16.

### Гидрография
Ширина реки Белой в районе города — 400 м, а средняя глубина — 1,5-5 м, уровень воды в половодье поднимается на 6-9 м. Ширина реки Уфы — 300 м, средняя глубина — 2-2,5 м.

### Климат
Климат — умеренно-континентальный, но несколько мягче, чем в Екатеринбурге или Перми.

Средняя температура: января — минус 15 °С; июля — 19,7 °С. Минимальная температура 1 января 1979 года составляла минус 48,5 °C, максимальная 39,4 °C 10 июля 2023 года Среднегодовая температура воздуха — 3,8 °C. Среднее количество осадков — 418 мм (в левобережной части (Кооперативная Поляна, Затон) — до 349 мм, а в правобережной — до 550—600 мм в год.
| Показатель                    | Янв.  | Фев.  | Март  | Апр.  | Май  | Июнь | Июль | Авг. | Сен. | Окт.  | Нояб. | Дек.  | Год   |
| ----------------------------- | ----- | ----- | ----- | ----- | ---- | ---- | ---- | ---- | ---- | ----- | ----- | ----- | ----- |
| Абсолютный максимум, °C       | 5,8   | 9,2   | 16,2  | 31,1  | 36,2 | 38,3 | 39,4 | 38,5 | 33,4 | 26,8  | 15,4  | 5     | 39,4  |
| Средний суточный максимум, °C | −8,2  | −6,8  | 0,2   | 10,9  | 19,9 | 24,6 | 25,9 | 23,5 | 17,2 | 8,7   | −1    | −6,9  | 9     |
| Средняя температура, °C       | −12,3 | −11,8 | −5,1  | 5,2   | 13,2 | 18,1 | 19,7 | 17,2 | 11,3 | 4,6   | −4,2  | −10,7 | 3,8   |
| Средний суточный минимум, °C  | −17   | −17   | −10,4 | −0,1  | 6,8  | 11,9 | 13,7 | 11,6 | 6,5  | 1,1   | −7,5  | −14,9 | −1,3  |
| Абсолютный минимум, °C        | −48,5 | −43,5 | −34,4 | −27,8 | −9,7 | −1,2 | 1,4  | −0,1 | −6,8 | −25,6 | −35,1 | −45   | −48,5 |
| Норма осадков, мм             | 48    | 39    | 32    | 33    | 47   | 67   | 55   | 58   | 51   | 58    | 52    | 51    | 590   |
| Источник: Погода и климат     |       |       |       |       |      |      |      |      |      |       |       |       |       |

| Показатель                        | Янв.  | Фев.  | Март  | Апр. | Май  | Июнь | Июль | Авг. | Сен. | Окт. | Нояб. | Дек.  | Год  |
| --------------------------------- | ----- | ----- | ----- | ---- | ---- | ---- | ---- | ---- | ---- | ---- | ----- | ----- | ---- |
| Средний суточный максимум, °C     | −8,4  | −8,7  | −1    | 12,3 | 21,4 | 23,9 | 27,2 | 26,5 | 17,2 | 8,6  | −0,5  | −7,8  | 9,2  |
| Средняя температура, °C           | −12,1 | −13,6 | −6,2  | 6,8  | 14,2 | 17,8 | 20,6 | 19,5 | 12,1 | 5,1  | −2,7  | −10,7 | 4,2  |
| Средний суточный минимум, °C      | −16,2 | −18,2 | −11,3 | 1,2  | 6,9  | 11,6 | 14,0 | 12,5 | 7,0  | 1,6  | −4,8  | −13,8 | −0,8 |
| Источник: www.weatheronline.co.uk |       |       |       |      |      |      |      |      |      |      |       |       |      |

### Экология
В 60-х годах прошлого века в Уфе на производственном объединении «Химпром» (в нынешнее время завод закрыт) произошло несколько аварий в цехе № 19 по производству хлорфеноксиуксусных гербицидов (2,4-Д, 2,4,5-Т и их солей), содержащие побочные продукты, основным из которых являлся ТХДД. Результатом аварий стали поражения работников завода с сильнейшим отравлением, хлоракне и летальным исходом. Территория цеха также подверглась загрязнению и до сих пор представляет большую опасность. Но, несмотря на произошедшие аварии, в цехе № 5 продолжили производить 2,4,5-ТХФ.

Образование ТХДД по реакции, в результате аварий на ПО «Уфахимпром»

Количество ТХДД, загрязнившего территорию завода оценивается более чем 200 кг. Его большая часть была захоронена в шламонакопителях. Огромную опасность для города представляет проникновение ТХДД из шламонакопителей в грунтовые воды, которые могут просачиваться через водопроницаемые слои наверх, тем самым позволяя токсину выбраться в верхние слои почвы и атмосферу.
Большой удар по экологии города также нанесла Фенольная катастрофа, произошедшая в период с ноября 1989 года по март 1990 года на том же химическом заводе «Уфахимпром», что и в случае с загрязнением диоксинами. Вследствие аварии были тяжело загрязнены реки Чернушка, Шугуровка, Уфа. Общая численность населения, потреблявшего питьевую воду, загрязнённую фенолом из Южного водозабора Уфы, составила 672 876 человек.
Объёмы выбросов загрязняющих веществ в атмосферу в 2015—2019 годах приведены в таблице.
|                              | 2015 г. | 2016 г. | 2017 г. | 2018 г. | 2019 г. |
| ---------------------------- | ------- | ------- | ------- | ------- | ------- |
| Всего по городу, в том числе | 222,2   | 234,6   | 225,1   | 211,8   | 214,2   |
| от стационарных источников   | 140,6   | 153,0   | 143,5   | 130,2   | 175,6   |
| от транспортных средств      | 81,6    | 81,6    | 81,6    | 81,6    | 38,6    |

Основной вклад в выбросы от стационарных источников вносят предприятия нефтеперерабатывающей промышленности — 71 % и энергетики — 4,3 %. Доля автотранспорта в суммарном объёме выбросов загрязняющих веществ в атмосферу — 22 %. В расчёте на одного жителя города поступление загрязняющих веществ в атмосферу составило 0,190 т.

## История

### Средневековье

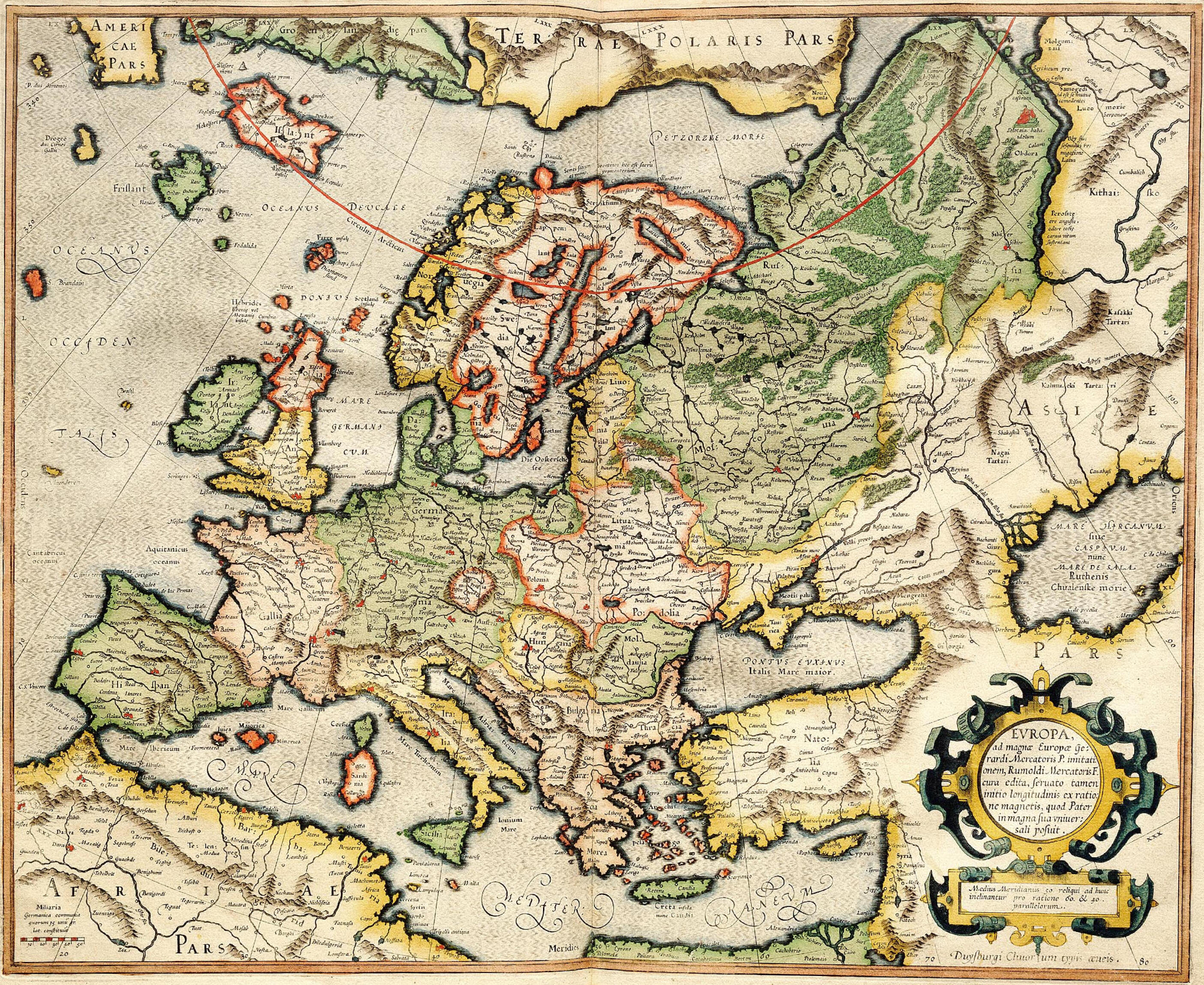
Карта Европы Герарда Меркатора с указанием города Паскерти предположительно на месте современной Уфы, восточнее отмечен город Сагатин. Также можно увидеть Казань, Булгар и Сибер. Карта составлена в 1554 году, опубликована после смерти автора в 1596 году

Предположительно с V по XVI век на территории Уфы существовал средневековый город. На карте венецианских картографов Пиццигани (1367 год) и в Каталонском атласе (1375 год) обозначен город, стоящий на реке Агидель, названный как Пашкерти (он же Башкорт) и на карте Герарда Меркатора (1554 год) также обозначен этот город. Французский ориенталист Анри Кордье связывает местоположение Пашкерти с нынешним расположением современной Уфы.
Ибн Фадлан, арабский путешественник, который в X веке посетил башкир, назвал город Башкорт одним из крупнейших в Золотой Орде. Русский историк Пётр Рычков писал, что до прихода русских на территории Уфы был большой город. Русский чиновник Василий Беленский, служивший в Оренбургской губернии, писал, что Уфа была основана башкирами.
С предшествующими Уфе поселениями соотносят ряд городищ, такие как Уфа II, площадью около 2 га и находками IV/V-XIV веков, и элитные погребения V—VII веков турбаслинской культуры. Западно-европейские картографы XIV—XVI веков помещали его в районе устья реки Уфы.
В XVI веке на месте современной Уфы существовала ставка наместника биев Ногайской Орды Имэн-кала («Дубовый город»). П. И. Рычков, имевший в распоряжении недошедшие до нас рукописные документы по истории Уфимской губернии XV — начала XVI веков и исторические предания башкирского народа, писал, что на территории города Уфы до прихода русских существовал большой город, простиравшийся по высокому берегу реки Белой от устья реки Уфы «вёрст на десять», в котором находилась ставка Тура-хана. М. Сомов писал: «Место, занимаемое Уфой, как сказано выше, давно уже заселено было башкирами…, хан которых имел здесь своё становище… Строения башкиров и даже становище хана были деревянные, отчего и не осталось никаких следов их существования, кроме курганов… Становище хана находилось на возвышенном и живописном берегу реки Уфы, которое в настоящее время называется Чёртовым городищем… Башкирцы жили в Уфе только зимой; на лето же уходили кочевать в места, удобные для пастбищ их скота… Самый город основался на том же месте, где был прежде башкирский, только ближе к рекам Сутолоке и Белой».

### Основание современного города

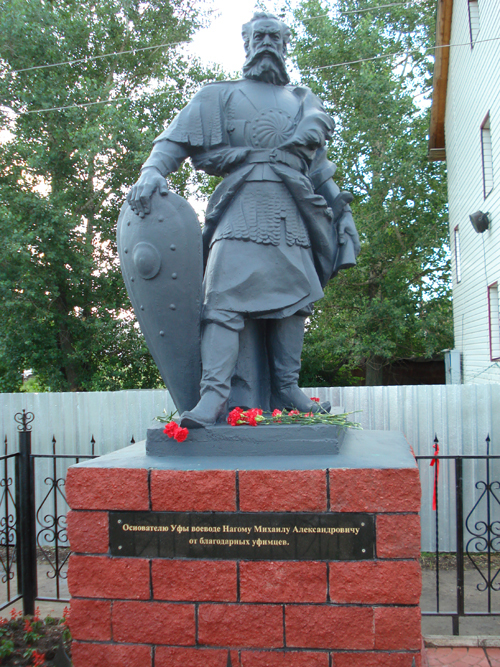
Памятник Основателю Уфы воеводе Нагому Михаилу Александровичу

По некоторым данным, история Уфы начинается с 1586 (по другим данным — с 1574) года со строительства Уфимского кремля на месте средневекового городища. Основателем крепости и первым городским воеводой является Михаил Нагой. С конца XVI века Уфа использовалась как место политической ссылки.
В 1560 году думный дворянин И. А. Артемьев по приказу Ивана IV приезжает в башкирский край для «очерчивания» места под строительство крепости на реке Белой Воложке и проведения окружной межи.
В Троицын день 30 мая 1574 года отряд московских стрельцов высадился в устье рек Сутолоки и Ногайки. Здесь же на берегу возведено первое городское здание Уфы — небольшая обыденная церковь, названная в честь праздника Троицы. В 1574 году на Троицком холме, отрядом стрельцов во главе с воеводой Иваном Нагим возведён Уфимский кремль.
В 1586 году Уфа получает статус города и становится административным центром Уфимского уезда. С появлением Уфимского уезда в крае была учреждена воеводческая форма управления. По свидетельству историков, первым воеводой стал присланный Москвой Михаил Нагой. Воевода возглавлял главное административное учреждение города — Уфимскую приказную избу. Ему подчинялось гарнизонное войско в 150—200 стрельцов. С постройкой городских стен и появлением посада (торгово-промышленной части, примыкавшей вплотную к крепости), находившийся в центре острог стал называться кремлём. Кремль был обнесён частоколом из брёвен общей длиной 440 метров, над южной и северной его частями возвышались дубовые башни.

### В составе России
В 1635 году гарнизон Уфы отразил нападение сибирского царевича Аблая и союзных ему калымыков, при этом сам Аблай был пленён. Из города-крепости Уфа в XVII—XVIII веках постепенно превратилась в административный и экономический центр края. С 1708 года она находилась в составе Казанской губернии. В 1728 году город стал центром Уфимской провинции, воевода которой подчинялся непосредственно Сенату. В 1744 года Уфа приписана к Оренбургской губернии. Зимой 1773—1774 годов во время восстания Пугачёва Уфа выдержала осаду и штурм со стороны восставших. С декабря 1781 года город стал центром Уфимского наместничества, в 1796 году город вновь передан в Оренбургскую губернию. С 1802 года Уфа стала губернским городом с резиденцией губернатора и губернских учреждений. В 1865 году Уфа стала центром Уфимской губернии. C 1922 года Уфа столица Башкирской АССР. При эвакуации в Великую Отечественную войну, в Уфу эвакуировали промышленные предприятия, научные и образовательные учреждения, и людей.
В 2015 году в Уфе прошёл Саммит ШОС.

## Административно-территориальное устройство
| Городские районы | Административная карта                         |           |
| --- | ---------------------------------------------- | --------- |
| \| № на карте \| Район \| Население \| \| ---------- \| ----------------- \| ------------ \| \| 01 \| Дёмский \| ↗83 203[13] \| \| 02 \| Калининский \| ↘207 664[13] \| \| 03 \| Кировский \| ↗174 837[13] \| \| 04 \| Ленинский \| ↗91 530[13] \| \| 05 \| Октябрьский \| ↘245 416[13] \| \| 06 \| Орджоникидзевский \| ↘161 291[13] \| \| 07 \| Советский \| ↗180 868[13] \| | Административная карта Республики Башкортостан |           |
| № на карте | Район                                          | Население |
| 01 | Дёмский                                        | ↗83 203   |
| 02 | Калининский                                    | ↘207 664  |
| 03 | Кировский                                      | ↗174 837  |
| 04 | Ленинский                                      | ↗91 530   |
| 05 | Октябрьский                                    | ↘245 416  |
| 06 | Орджоникидзевский                              | ↘161 291  |
| 07 | Советский                                      | ↗180 868  |

В рамках административно-территориального устройства, город Уфа состоит из 7 городских районов:
Районам подчинены напрямую 2 сельских населённых пункта (д. Князево подчинена Калининскому району и д. Ветошниково — Ленинскому району), а также 5 сельсоветов (включающих 22 населённых пункта): Фёдоровский сельсовет подчинён Калининскому району, Искинский сельсовет — Кировскому району, Нагаевский сельсовет — Октябрьскому району, Новочеркасский и Турбаслинский сельсоветы — Орджоникидзевскому району. Входящие в состав города районы и сельсоветы находятся на территории городского округа город Уфа, но сами они не являются муниципальными образованиями. В результате присоединения сельских населённых пунктов из окрестностей города, Кировский и Октябрьский районы имеют некомпактные, состоящие из двух отдельных частей, территории. При этом две части Октябрьского района разделены территориями других городских районов, а две части Кировского района разделены территориями, не включёнными в состав городского округа.

### Органы власти
Местное самоуправление

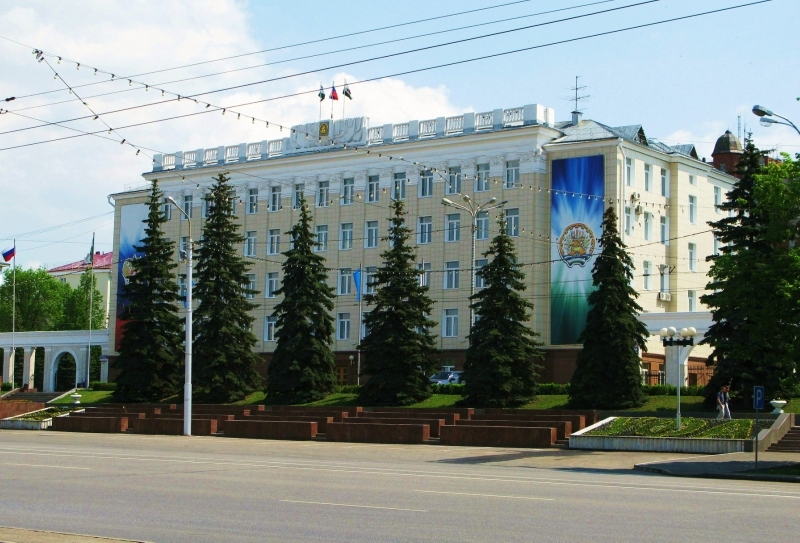
Совет и администрация городского округа город Уфа

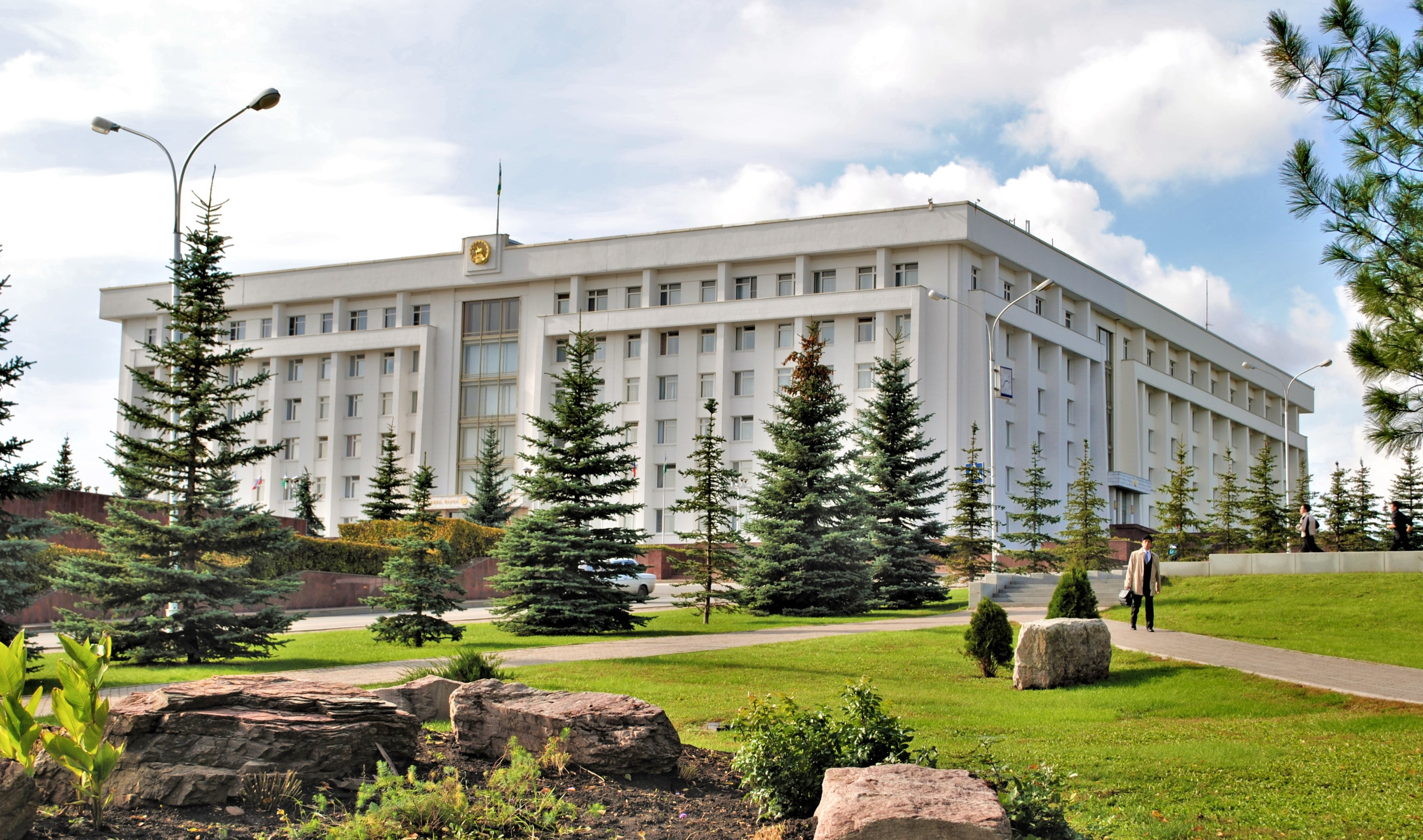
Дом Республики

Органами местного самоуправления городского округа город Уфа являются:
- Совет городского округа город Уфа (Уфимский городской совет) является представительным органом муниципального самоуправления, формируется из 36 депутатов, избираемых на муниципальных выборах, срок полномочий — 5 лет;
- Председатель Совета городского округа город Уфа — глава городского округа город Уфа избирается советом из числа депутатов совета, срок полномочий — 5 лет;
- Администрация городского округа город Уфа (администрация города Уфы) является исполнительным органом местного самоуправления, её структура утверждается советом по представлению главы администрации;
- Глава администрации городского округа город Уфа осуществляет руководство администрацией на принципах единоначалия, назначается по контракту, который заключается по результатам конкурса, срок полномочий главы администрации ограничивается периодом осуществления полномочий совета соответствующего созыва, но не менее 2 лет[54].

Республиканские органы власти, расположенные в Уфе
- Глава Башкортостана;
- Правительство Республики Башкортостан;
- Государственное собрание — Курултай Республики Башкортостан;

Суды
В Уфе находятся Конституционный Суд Республики Башкортостан, Арбитражный суд Республики Башкортостан и Верховный суд Республики Башкортостан, а также военные, мировые и районные федеральные суды.

## Население
| 1650       | 1718       | 1811       | 1840       | 1856       | 1863       | 1865       | 1879       | 1886       | 1897       |
| ---------- | ---------- | ---------- | ---------- | ---------- | ---------- | ---------- | ---------- | ---------- | ---------- |
| 700        | ↗5600      | ↗9200      | ↗16 500    | ↘12 900    | ↗16 500    | ↗20 100    | ↗23 200    | ↗27 000    | ↗49 275    |
| 1913       | 1914       | 1916       | 1920       | 1923       | 1926       | 1931       | 1933       | 1937       | 1939       |
| ↗100 700   | ↘99 900    | ↗112 700   | ↘92 800    | ↘85 300    | ↗97 737    | ↗123 446   | ↗167 900   | ↗216 449   | ↗250 011   |
| 1945       | 1956       | 1959       | 1962       | 1967       | 1968       | 1970       | 1973       | 1975       | 1976       |
| ↗264 800   | ↗265 000   | ↗546 878   | ↗610 000   | ↗704 000   | ↗733 800   | ↗770 905   | ↗844 000   | ↗924 000   | →924 000   |
| 1979       | 1982       | 1985       | 1986       | 1987       | 1989       | 1990       | 1991       | 1992       | 1993       |
| ↗969 289   | ↗1 023 000 | ↗1 040 000 | ↗1 043 000 | ↗1 092 000 | ↘1 082 052 | ↗1 088 000 | ↗1 097 000 | →1 097 000 | ↘1 096 000 |
| 1994       | 1995       | 1996       | 1997       | 1998       | 1999       | 2000       | 2001       | 2002       | 2003       |
| ↘1 092 000 | →1 092 000 | ↗1 094 000 | ↘1 082 000 | ↗1 084 000 | ↗1 088 900 | ↗1 091 200 | ↘1 088 800 | ↘1 042 437 | ↗1 043 306 |
| 2004       | 2005       | 2006       | 2007       | 2008       | 2009       | 2010       | 2011       | 2012       | 2013       |
| ↘1 040 623 | ↘1 036 026 | ↘1 029 616 | ↘1 022 575 | ↘1 021 458 | ↗1 024 842 | ↗1 062 319 | ↗1 065 602 | ↗1 072 291 | ↗1 077 719 |
| 2014       | 2015       | 2016       | 2017       | 2018       | 2019       | 2020       | 2021       | 2023       | 2024       |
| ↗1 096 702 | ↗1 105 667 | ↗1 110 976 | ↗1 115 560 | ↗1 120 547 | ↗1 124 226 | ↗1 128 787 | ↗1 144 809 | ↗1 157 994 | ↗1 163 304 |
| 2025       |            |            |            |            |            |            |            |            |            |
| ↗1 166 098 |            |            |            |            |            |            |            |            |            |

На 1 января 2025 года по численности населения город находился на 9-м месте из 1124 городов Российской Федерации.

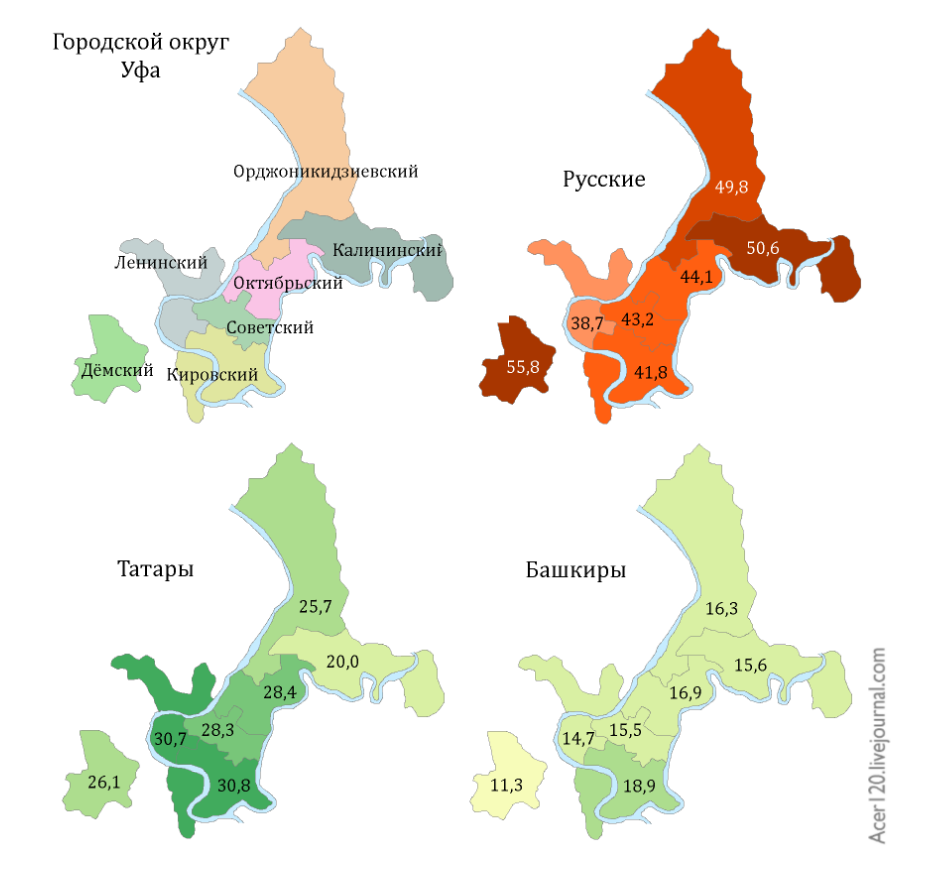
Население Уфы по районам, в % по переписи 2010 г., I часть

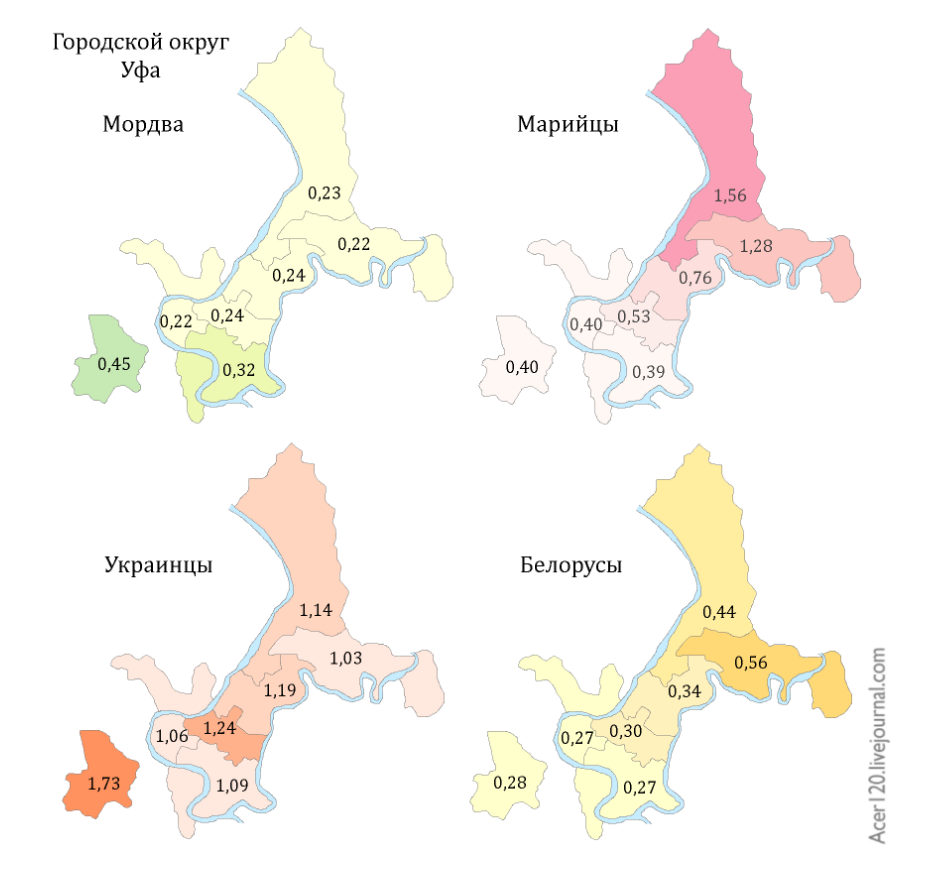
Население Уфы по районам, в % по переписи 2010 г., II часть

Также является 31-м городом Европы по численности населения.
Население Уфы на 2025 год составляет 1 190 254 чел.
Численность населения Уфимской агломерации (городской округ город Уфа, муниципальные районы Уфимский, Благовещенский, Чишминский, Иглинский, Кармаскалинский и Кушнаренковский районы) составляет 1 529 422 чел. (2021).
С 2008 года сложился естественный прирост населения. По данным на 1 января 2009 года на долю города приходилось 25,4 % всех жителей республики или 42,2 % городского населения. Численность женщин преобладает над численностью мужчин (54,5 и 45,5 % соответственно), на 1000 женщин приходится 835 мужчин. Доля лиц моложе трудоспособного возраста 15,4 %, трудоспособного возраста — 65,2 %, старше трудоспособного возраста — 19,4 %. Средняя продолжительность жизни на 2016 год была: женщины — 75 лет, мужчины — 66 лет. Миллионный житель города родился 12 августа 1980 года, но ввиду многонациональности Башкирии, им стал не один ребёнок, как по традиции во многих городах СССР, а сразу трое детей — башкир Салават Базаров, русский Пётр Сошников и татарка Гульшат Зарипова. Уфа стала 11-м городом-миллионером в России и 21-м в СССР.
Национальный состав
| 1897 | 49 275    | 42 119  | 3151    | 2524    | 43     |
| 1920 | 92 800    | 69 900  | 1200    | 10 000  | 1700   |
| 1923 | 85 300    | 64 000  | 3600    | 12 500  | н.д.   |
| 1926 | 98 537    | 74 785  | 4632    | 14 331  | 534    |
| 1939 | 250 000   | 176 400 | 15 400  | 39 000  | 6200   |
| 1959 | 546 878   | 355 192 | 30 321  | 115 146 | 15 131 |
| 1970 | 770 905   | 475 480 | 54 368  | 183 326 | 19 257 |
| 1979 | 976 858   | 568 504 | 92 678  | 240 881 | 25 739 |
| 1989 | 1 079 765 | 585 337 | 122 026 | 291 190 | 28 107 |
| 2002 | 1 049 479 | 530 136 | 154 928 | 294 399 | 17 772 |
| 2010 | 1 071 640 | 494 723 | 172 794 | 286 409 | 12 485 |
| 2021 | 1 167 775 | 557 492 | 233 128 | 308 381 | 4543   |

По итогам переписи населения 2020 года проживали следующие национальности (национальности менее 0,1 % и другое см. в сноске к строке «Другие»):
| Национальность | Численность, чел. | Доля     |
| -------------- | ----------------- | -------- |
| Русские        | 546 613           | 47,75 %  |
| Татары         | 302 254           | 26,40 %  |
| Башкиры        | 228 542           | 19,96 %  |
| Чуваши         | 5573              | 0,49 %   |
| Марийцы        | 5475              | 0,48 %   |
| Украинцы       | 4497              | 0,39 %   |
| Узбеки         | 3375              | 0,29 %   |
| Таджики        | 3099              | 0,27 %   |
| Армяне         | 2817              | 0,25 %   |
| Азербайджанцы  | 1663              | 0,15 %   |
| Белорусы       | 1281              | 0,11 %   |
| Другие         | 39 620            | 3,46 %   |
| Итого          | 1 144 809         | 100,00 % |

## Экономика
Уфа является точкой роста экономики Башкортостана и вносит значительный вклад в экономику России — в городе производится ряд важнейших видов продукции страны — бензин, дизельное топливо и полимеры пропилена, а также клеёной фанеры, нефти и топочного мазута. Основу обрабатывающей промышленности Уфы составляет производства нефтепродуктов и нефтехимии, машиностроение и химическая промышленность.
Объём отгружённой продукции собственного производства по всем видам экономической деятельности крупных и средних предприятий Уфы за 2020 год составил 1 трлн 91,4 млрд рублей, что составляет 56,6 % от объёма Башкортостана.
Существует стратегия социально-экономического развития городского округа город Уфа Республики Башкортостан до 2030 года.

## Транспорт
Уфа — крупный транспортный узел России (железнодорожные, трубопроводные, автомобильные магистрали, воздушные и речные пути). Судоходная река Белая со своим притоком Уфой здесь пересекается с историческим ходом Транссибирской магистрали. Город разделяется реками Уфой и Белой на центральную и окраинную части.

### Автомобильный

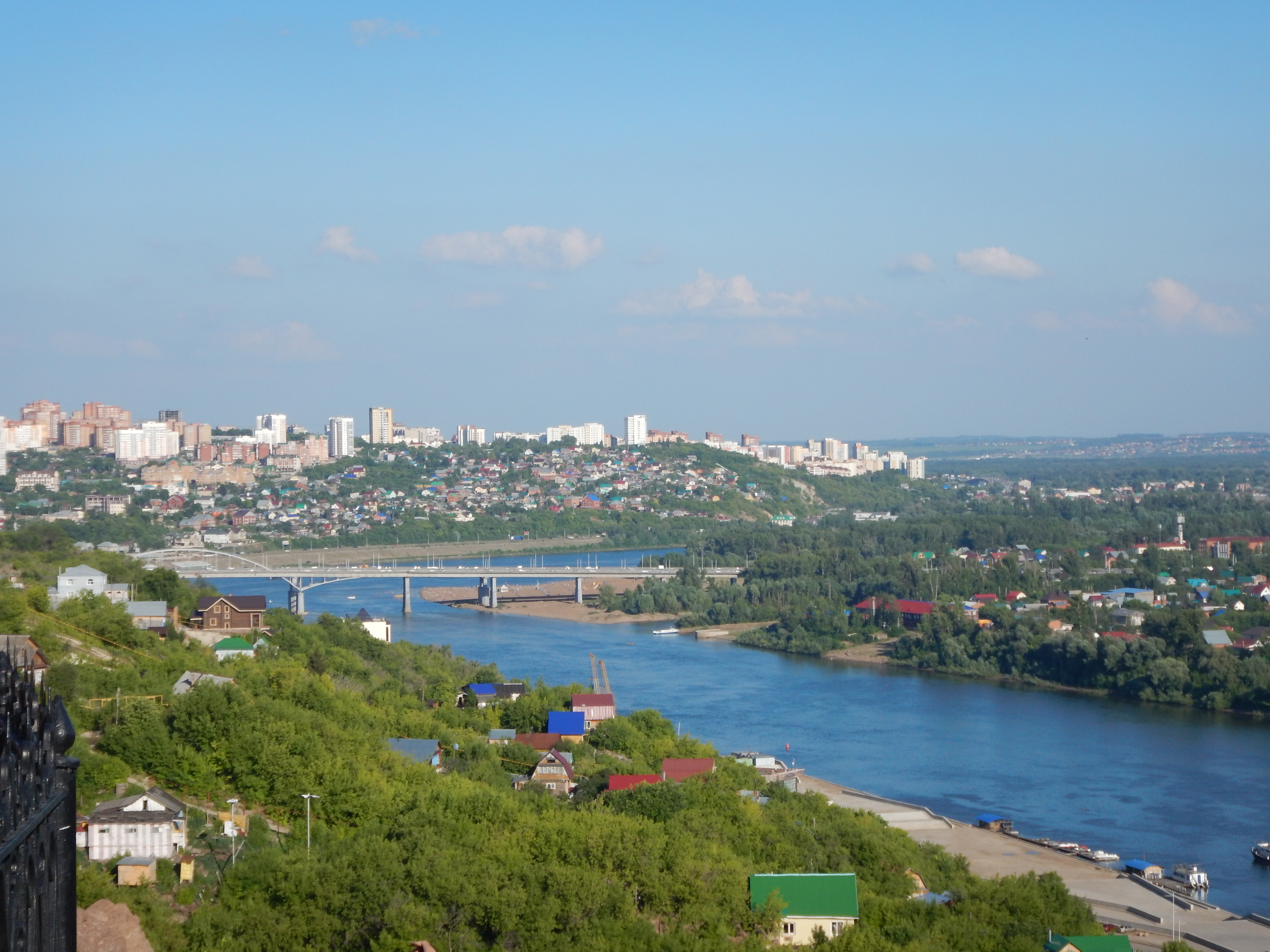
Мост через реку Белую — южные ворота столицы Башкортостана

Автомобильные дороги соединяют город с Москвой, Челябинском, Казанью, Самарой, Пермью и Оренбургом. Кроме того, по южной окраине города проходит федеральная автодорога М5 «Урал». В южном направлении из Уфы начинается трасса Р240 Уфа-Оренбург, она же ведёт к международному аэропорту Уфа. Связь с городами, районами Республики Башкортостан и ближайшими соседями поддерживается с помощью автобусного сообщения. Междугородные автобусы отправляются с Южного автовокзала (основной пассажироперевозчик ГУП «Башавтотранс»).
В 2024 году введён в эксплуатацию восточный выезд из Уфы, с мостовым переходом и тоннелем.

### Железнодорожный

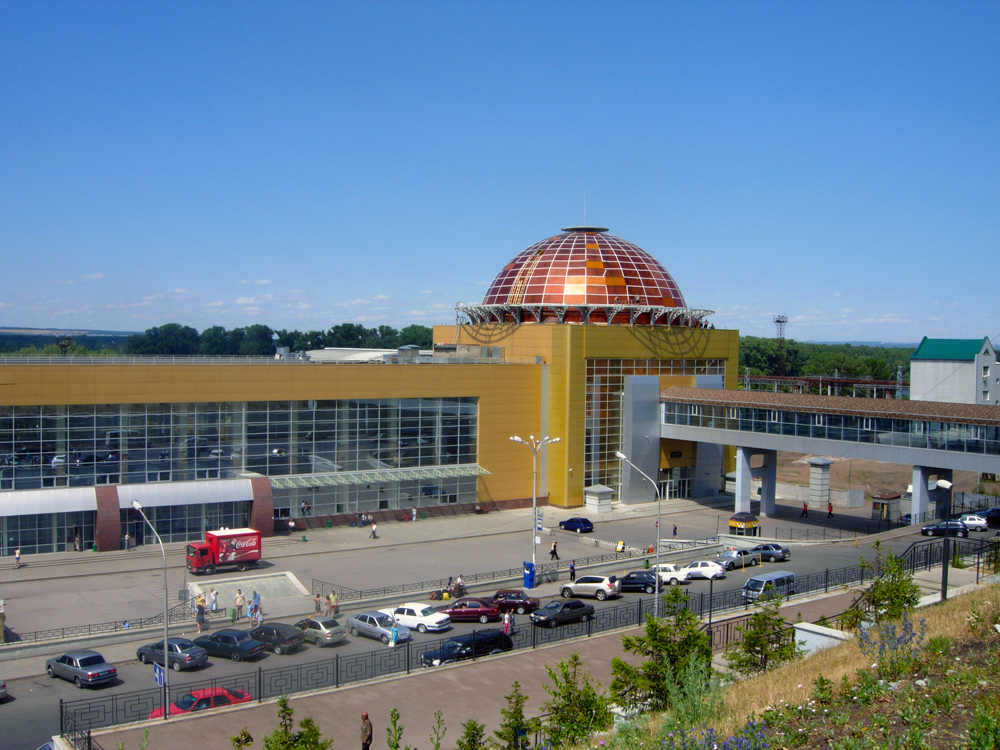
Железнодорожный вокзал

Проект железной дороги Самара — Уфа — Златоуст — Челябинск — Екатеринбург утверждён в 1885 году. Железнодорожный мост через Белую построен в 1888 году. Железнодорожные магистрали, проходящие через Уфу, обеспечивают связь западных и центральных районов России с Уралом и Сибирью.
Здесь расположен центр Башкирского отделения Куйбышевской железной дороги — филиала ОАО «Российские железные дороги». В городе расположено 9 железнодорожных станций, самой крупной грузовой станцией является станция Дёма (также есть грузовая станция Бензин), а пассажирской — станция Уфа. В ноябре 2008 года была открыта после реконструкции первая очередь вокзального комплекса. С 1965 по 2017 год между Уфой и Москвой курсировал фирменный пассажирский поезд «Башкортостан» (до 1993 года — «Башкирия»).

### Воздушный

Международный аэропорт Уфа

Поле для первого аэродрома было расчищено в Восточной слободе рядом с бывшим загородным домом купца Костерина.
Регулярные авиалинии действуют с 1938 года. В 1962 году была открыта первая очередь нового аэропорта в районе села Булгаково. Из расположенного к юго-западу от города международного аэропорта Уфы выполняются регулярные внутренние рейсы в 27 городов России, а также регулярные международные рейсы в города: Стамбул, Анталью, Барселону, Даламан, Ташкент, Худжанд, Бангкок, Душанбе, Ларнака, Даболим (Гоа), Дубай, Ираклион, Баку и другие. В 2014 году аэропорт стал лидером по пассажиропотоку среди воздушных гаваней Приволжского федерального округа.
Уфа — один из немногих аэропортов в мире, для которого код (UFA) совпадает с названием и наименование которого используется в авиации без сокращения.
Кроме того, в черте города находится спортивный аэродром Забельский, в 32 км к западу от города расположен аэродром лёгкой авиации Первушино, в 15 км к востоку от города действует аэродром Тауш.

### Водный
Судоходство на реке Белой официально существует около ста пятидесяти лет. Увидеть самые лучшие виды города в максимально короткий срок, безусловно, позволяют речные прогулки. Речной транспорт (внутренний водный транспорт) выполняет перевозки грузов и пассажиров судами по внутренним водным путям, как по естественным (реки, озёра), так и по искусственным (каналы, водохранилища). Одно из бывших крупнейших предприятий речной отрасли в Уфе — Башкирское речное пароходство. Летом на реках Белой и Уфе работают уфимские паромные переправы.

### Общественный внутригородской
В качестве городского транспорта работают трамваи, троллейбусы, автобусы, маршрутные такси, такси. Строительство метрополитена заморожено на неопределённый срок, вместо него новым генпланом в 2024 году (к 450-летию Уфы) была предусмотрена организация движения скоростного трамвая.

## Достопримечательности

### Архитектура
Самое старое сохранившееся здание в Уфе: жилой одноэтажный угловой дом на улице Октябрьской Революции, 57/1, принадлежавший известному горнозаводчику Демидову. Здание было построено в середине XVIII века. Дом знаменит тем, что в ноябре 1774 года (по другим данным, в начале 1775 года) в нём останавливался русский полководец Александр Васильевич Суворов, направленный императрицей Екатериной II на помощь в подавлении пугачёвского восстания.
В 1803 году оренбургским гражданским губернатором Алексеем Александровичем Врасским (Вражским, Вразским) был разработан и представлен императору Александру I проект новой планировки Уфы. Планировку произвёл губернский архитектор Д. М. Дельмедико. По новому генеральному плану Уфу предлагалось перенести на более ровную и сухую местность. Кроме расширения города, предполагалось проложить новые улицы поперёк давно существующих улиц. Дальнейшая судьба плана неизвестна.
После пожара 1816 года шотландский архитектор на российской службе Вильям Гесте составил первый генеральный план города на территории 667,5 га. В декабре 1817 года он приезжал в Уфу и вместе с губернским землемером Сметаниным внёс поправки в план. В этом виде правительство утвердило проект 3 марта 1819 года. Этот генеральный план определил направления строительства города в течение всего XIX века. По плану Гесте, городские границы были расширены от Телеграфной улицы до Никольской улицы и от реки Белой до Богородской улицы. Архитектор удачно использовал существующую застройку и рельеф местности. Он вывел Большую Казанскую улицу (главную улицу города), которая соединила старый центр — Троицкую и Нижнеторговую площади — к новому торговому центру города: будущему Гостиному двору на Верхнеторговой площади. При этом новый административный центр Уфы — Соборная площадь — был связан с Верхнеторговой площадью Театральной улицей. Административно-торговый центр Уфы сохранялся на территории исторического ядра города в течение длительного времени.
Самое высокое здание в городе: 31-этажный небоскрёб Идель-тауэр (высота 102,3 метра), построенный в декабре 2018 года. Расположен в северной части города на проспекте Октября. Второе по высоте здание — центральный офис финансовой корпорации «Уралсиб». Это 26-этажное здание высотой 100,5 метров. Через дорогу от него находится первое в Уфе 9-этажное жилое здание, построенное в 1962 году.
На 2014 год площадь городского округа город Уфа Республики Башкортостан составляла 71,6 тысячи гектаров, из них застроенной территории — 20 тысяч га. Жилой фонд составляет 23 миллиона 800 тысяч квадратных метров. Жилищная обеспеченность: 21,6 квадратного метра на человека. Коэффициент плотности застройки Уфимского полуострова составляет 0,55. Средняя высотность города: пять этажей. В соответствии с рейтингом качества городской среды, составленным Министерством регионального развития РФ, Российским союзом инженеров, Федеральным агентством по строительству и жилищно-коммунальному хозяйству, Федеральной службой по надзору в сфере защиты прав потребителей и благополучия человека, а также Московским государственным университетом им. М. В. Ломоносова в 2012 году Уфа заняла 10-е место. Согласно интегральному рейтингу ста крупнейших городов России за 2013 год, составленному Санкт-Петербургским институтом урбанистики, Уфа заняла второе место по комфортности проживания.
Согласно словам Раиля Еникеева, начальника Управления земельных и имущественных отношений Администрации городского округа город Уфа, как минимум несколько лет до 2019 года включительно в бюджет города не закладывалось денег на сохранность памятников архитектуры.

### Памятники

Памятник Салавату Юлаеву, один из наиболее узнаваемых символов города
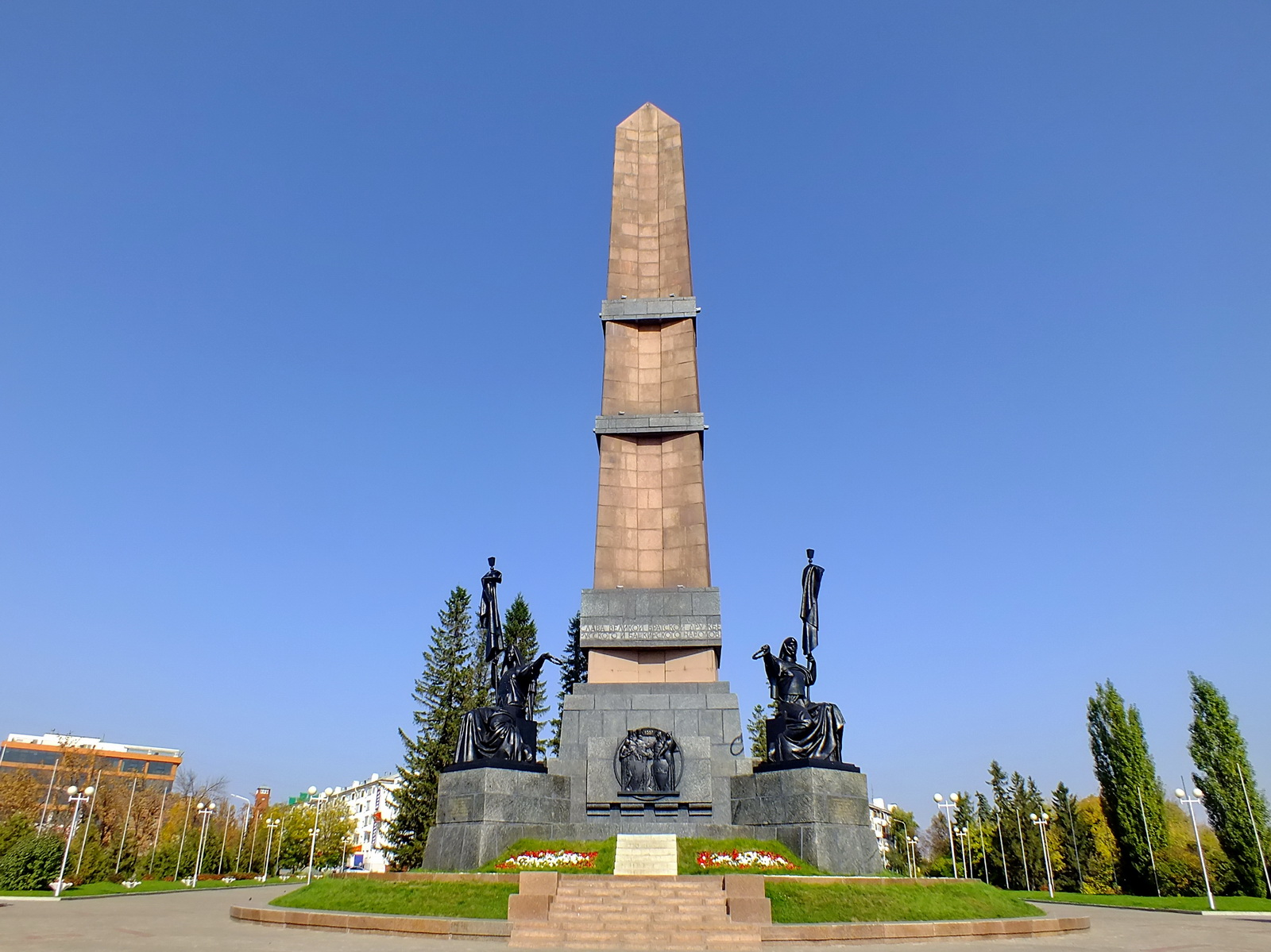
Монумент Дружбы
Памятник Акмулле
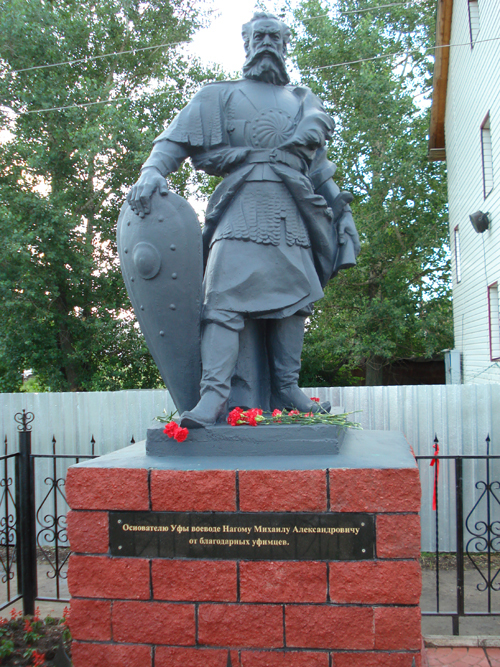
Памятник Основателю Уфы воеводе Михаилу Александровичу Нагому

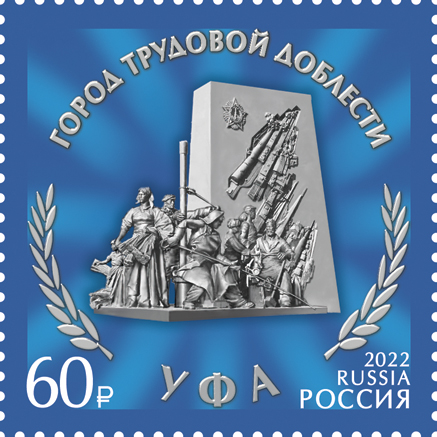
Почтовая марка. Города трудовой доблести. Памятник труженикам тыла в Уфе (скульптор А. Ковальчук)

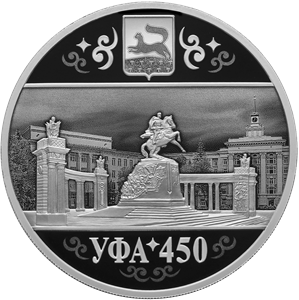
Монета Банка России, серебро, 3 рубля, 2024 год.
450-летие основания г. Уфы

- Монумент Дружбы — набережная реки Белой, Троицкая площадь.
- Памятник Салавату Юлаеву — площадь Салавата Юлаева.
- Памятник Салавату Юлаеву перед зданием Госсобрания, ул. Заки Валиди, 40.
- Вечный огонь:

1. парк Якутова,
2. Черниковка, парк Победы.

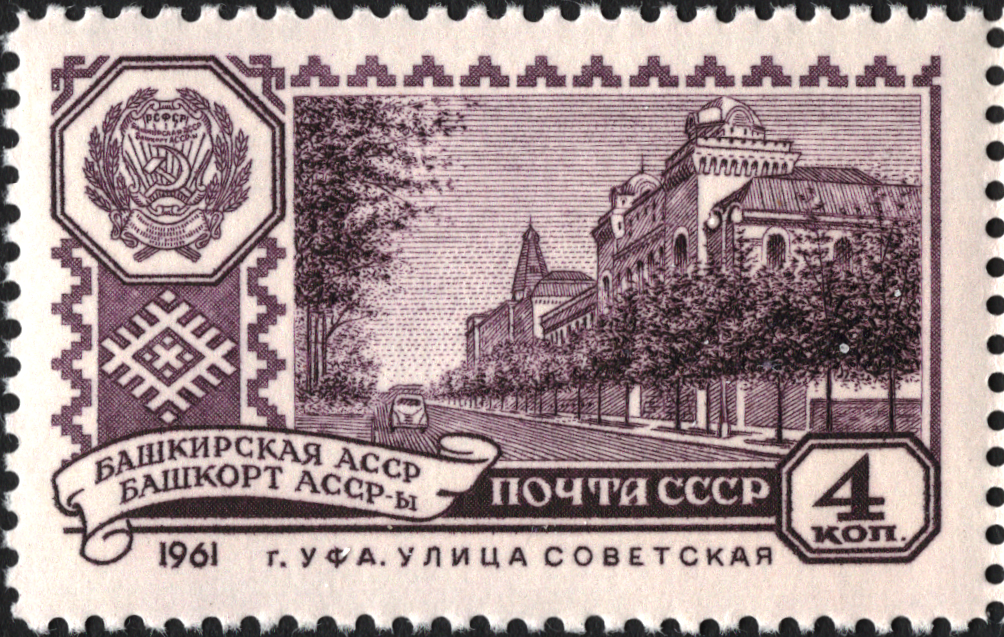
Почтовая марка СССР, 1961 год. Столицы автономных советских социалистических республик. Башкирская АССР. Уфа, Советская улица

- Памятник А. М. Матросову и Губайдуллину — Черниковка, парк Победы.
- Памятник погибшим в локальных войнах и конфликтах «Скорбящая мать» — Черниковка, улица Комарова.
- Памятник А. М. Матросову — парк им. Ленина.
- Памятник Владимиру Маяковскому — сквер имени Маяковского, на пересечении ул. Цюрупы и Коммунистической ул.
- Памятник В. И. Ленину — сквер имени Ленина (возвращён в ноябре 2011 года[123]).
- Памятник В. И. Ленину — площадь имени В. И. Ленина.
- Памятник В. И. Ленину — Черниковка, сквер перед ДК «Химик».
- Памятник В. И. Ленину — Дёмский район, перед железнодорожной станцией Дёма.
- Памятник М. Гафури — ул. Заки Валиди, перед БДТ.
- Памятник Ш. М. Бабичу[124][125] — Телецентр.
- Памятник Акмулле у БГПУ.
- Памятник А. Д. Цюрупе (фактически бюст) — ул. Цюрупы, на пересечении с улицей Октябрьской Революции.
- Памятник Загиру Исмагилову в Театральном сквере около Башкирского государственного театра оперы и балета.
- Памятник Шаляпину — ул. Ленина, Уфимская государственная академия искусств.
- Памятник Максиму Горькому — ул. Пушкина, перед входом в гимназию № 3.
- Памятник Ф. Э. Дзержинскому — ул. Чернышевского, у кинотеатра «Родина» и здания управления ФСБ РФ по Республике Башкортостан.
- Памятник Серго Орджоникидзе — Первомайская ул.
- Памятник Сергею Николаевичу Тыртышному, Черниковка, стадион «Нефтяник»
- Памятник генералу М. М. Шаймуратову на Советской площади.
- Бюст дважды Героя Советского Союза М. Г. Гареева — бульвар Славы.
- Бюст генерала М. М. Шаймуратова в мемориальном комплексе парка Победы.
- Бюст Героя Советского Союза генерал-майора Т. Т. Кусимова — мемориальный комплекс парка Победы.
- Бюст Маршала Жукова — Сипайлово, сквер Жукова, угол улиц Жукова и Баязита Бикбая.
- Бюст А. С. Пушкина — Пушкинская аллея.

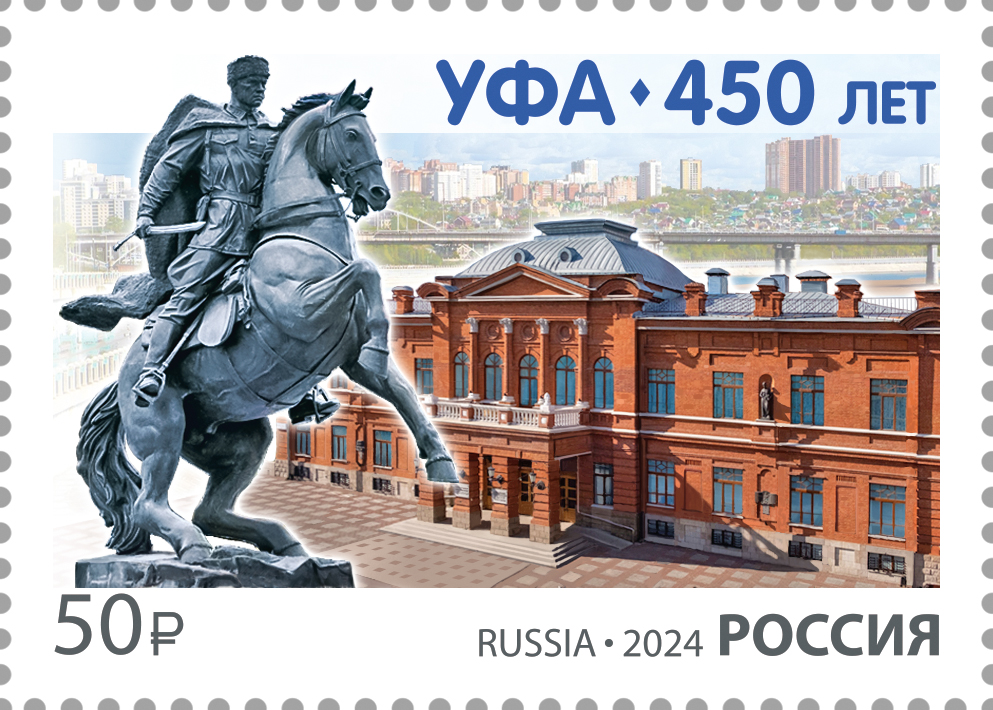
Почтовая марка 2024 года. 450 лет г. Уфе

- Бюст С. Т. Аксакова — Пушкинская аллея.
- Бюст И. С. Якутова перед входом в парк им. Якутова.
- Бюст Ш. А. Худайбердина перед Домом печати.
- Бюст Героя Советского Союза И. И. Рыбалко в Дёмском районе в сквере 112-й Башкирской кавалерийской дивизии.
- Памятник героям Октябрьской революции и гражданской войны.
- Памятник жертвам политических репрессий — сквер 50-летия Победы за Дворцом молодёжи (бывший ДК «Юбилейный»).
- Памятник российским репрессированным немцам — сквер 50-летия Победы за дворцом молодёжи (бывший ДК «Юбилейный»).
- Памятник дворнику (у входа в центр торговли и развлечений «Мир»).
- Памятник землемеру перед зданием управления Росреестра по Республике Башкортостан, улица 50 лет СССР, 30/5.
- Скульптурная композиция «Машина времени» в сквере Машиностроителей.
- Памятник Н. Ф. Гастелло — сквер Гастелло, перед бывшим зданием отдела кадров УМПО, Сельская Богородская ул.
- Скульптура «Колесо» — ул. Пархоменко, 156.
- Плита «Нулевой километр» — Центр, улица Ленина, 28, перед центральным входом в главпочтамт.
- Скульптура «Дом куницы» находился напротив гостиного двора, перенесён на площадь перед входом в парк им. Якутова.
- Скульптура «Трибуна» — ул. Цюрупы, между ТК «Центральный» и УСА «Уфа-Арена».
- Памятник М. Нагому — посёлок 8 Марта.
- Паровоз в Дёмском районе, у Уфимского техникума железнодорожного транспорта, ул. Ухтомского, 33.
- Памятник «Никто, кроме нас», посвящённый ВДВ — в Ленинском районе, микрорайон Затон, парк «Волна».
- Памятник солдату Великой Отечественной войны — в Черниковке напротив Калининского универмага.
- Памятник М. Нестерову в сквере Художественного музея имени М. В. Нестерова.
- Памятник «Землякам, ушедшим на фронт» — на Привокзальной площади[126].
- Памятник труженикам тыла.
- Памятник клещу Валере, посвящённый толерантному отношению к животным, — в центре города на улице Мустая Карима. Камень для постамента — с вершины тысячника Южного Урала, арт-объект — из серебра 925-й пробы[127][128][129].
- Памятник «Союз поколений десантников» (2021 год) — в Парке Победы[130].
- Стела «Город трудовой доблести» (2022 год) — на набережной реки Белая[131].

### Фонтаны
Всего в Уфе более 20 водных сооружений. Самым старым из действующих уфимских фонтанов является фонтан, построенный в 1956 году у дворца культуры им. Орджоникидзе. Каждый год открытие сезона фонтанов знаменуется праздником, в ходе которого предусмотрены выступления творческих коллективов и солистов, игровые программы для детей и подростков.

### Сады и парки

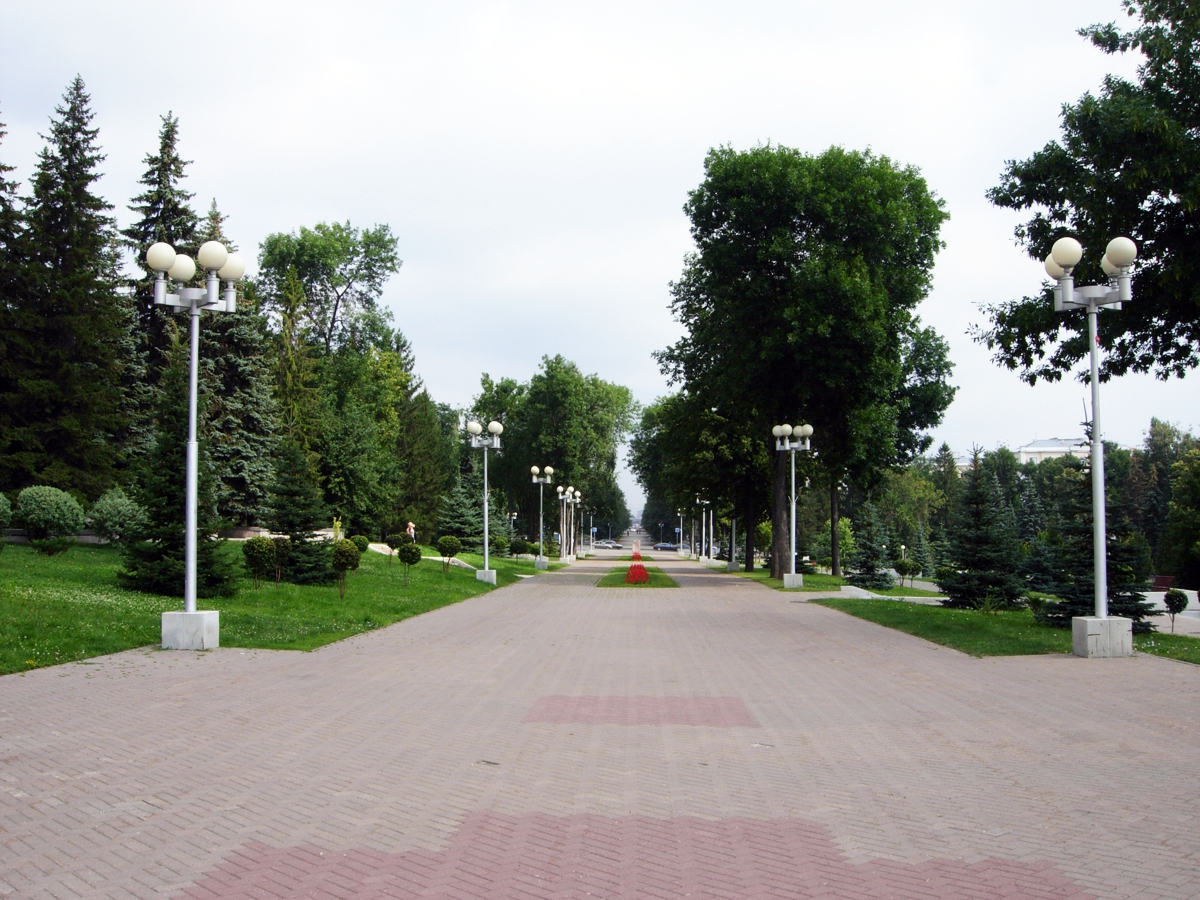
Парк им. В. И. Ленина
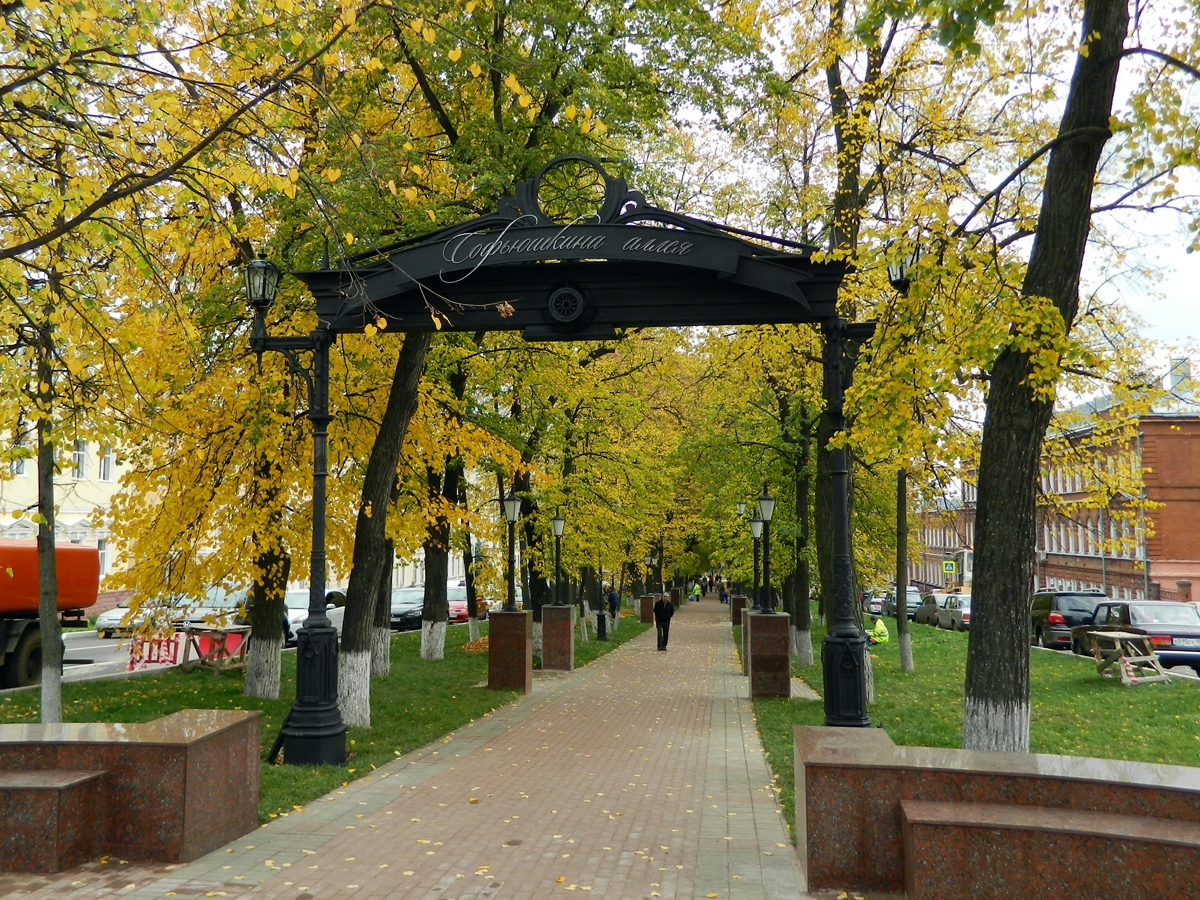
Софьюшкина аллея
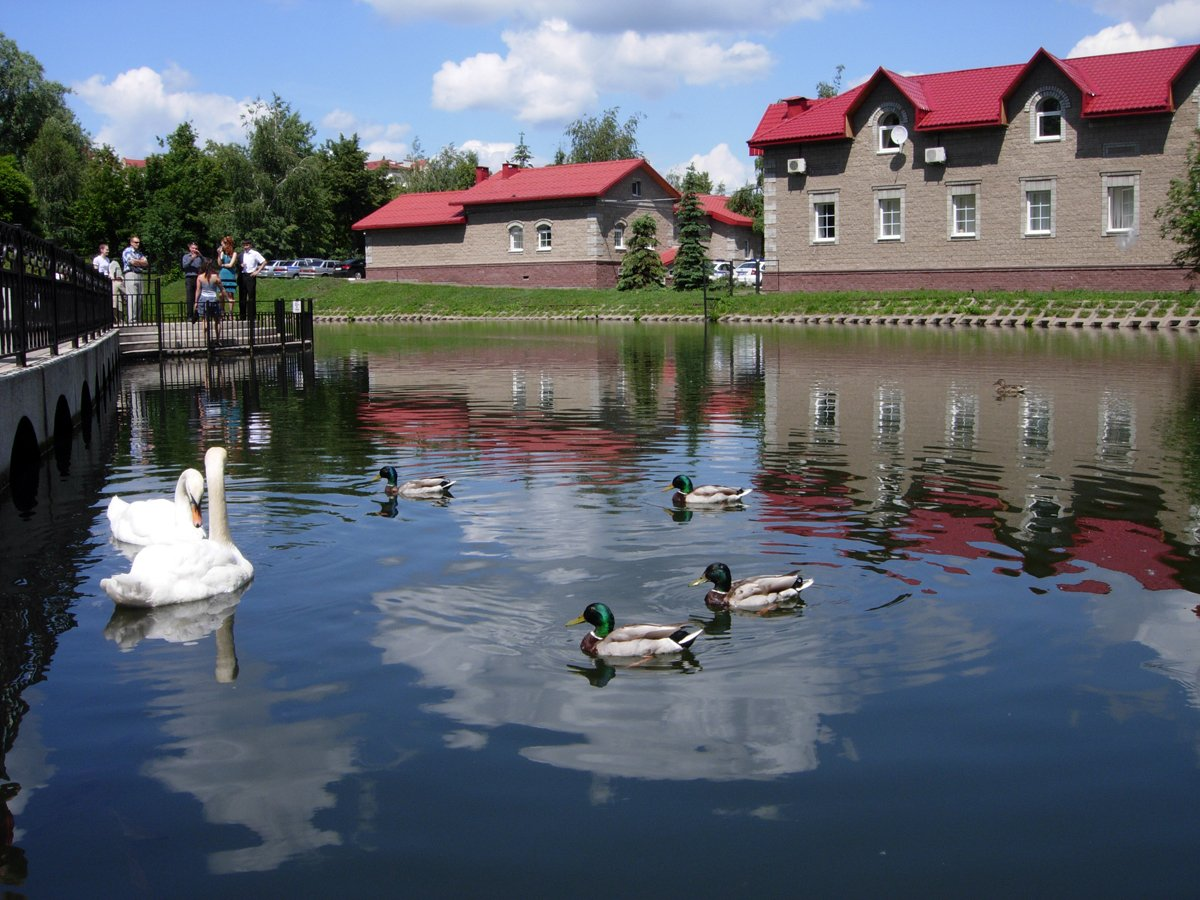
Сад культуры и отдыха им. С. Т. Аксакова
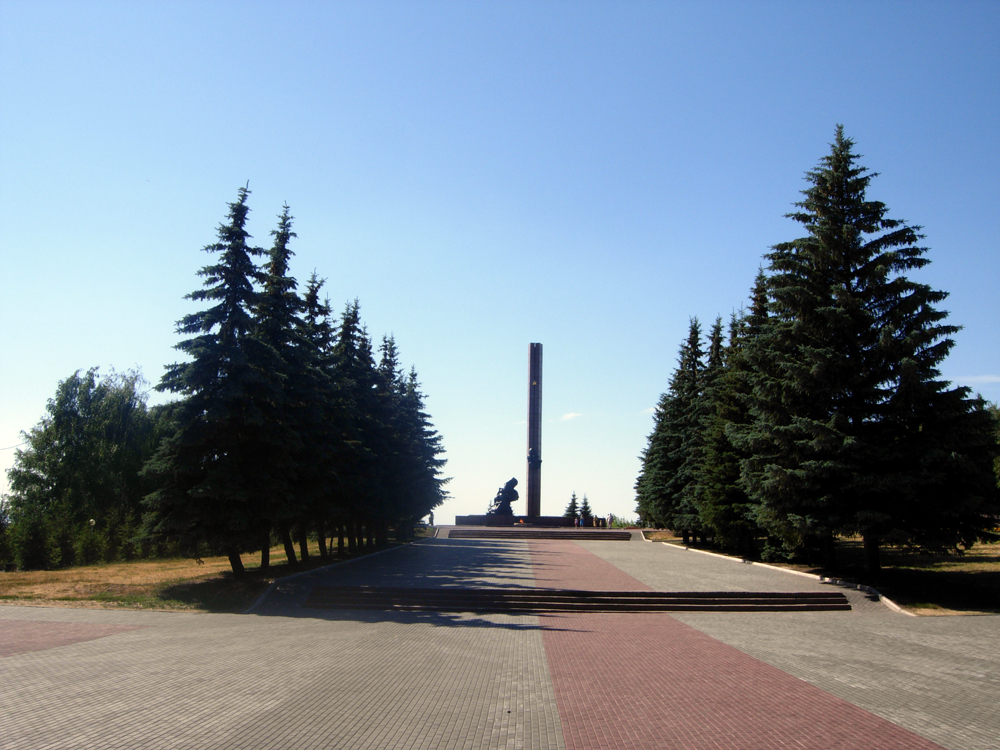
Парк Победы
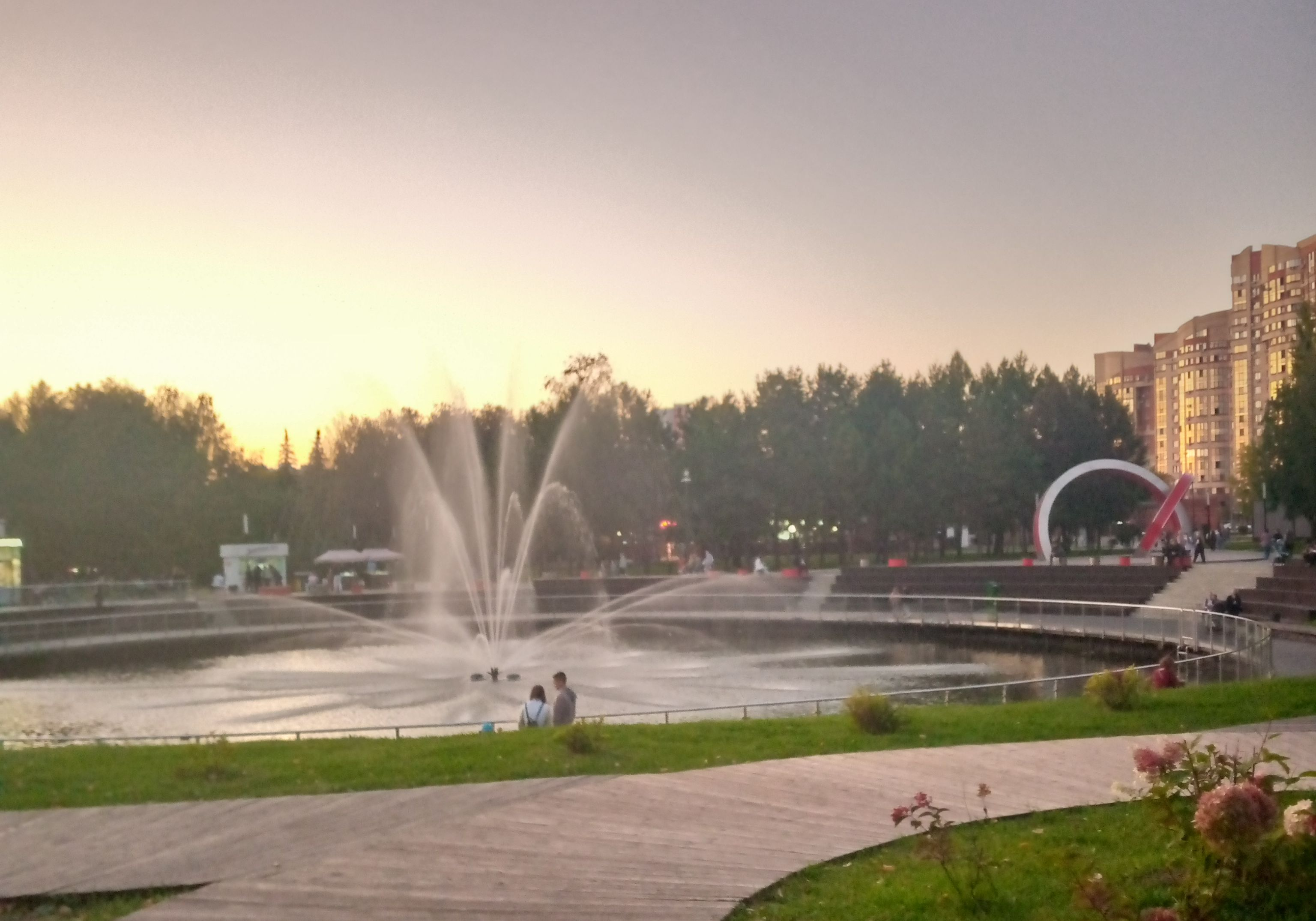
Парк Первомайский

Уфа — зелёный город, и это подтверждается большим количеством зелёных зон — лесопарки с оврагами, парки, сады, скверы, аллеи и бульвары занимают значительную площадь в городе. В Уфе расположены десять парков культуры и отдыха, один военно-мемориальный парк, четыре сада, три исторические аллеи, шесть лесопарков, два дендропарка, один ботанический сад и один лимонарий.

## Наука и образование
Выделяются три центра развития науки:
1. Институты Уфимского научного центра РАН: математики, физики молекул и кристаллов, механики, нефтехимии и катализа, органической химии и другие;
2. Учреждения Академии наук Республики Башкортостан: НИИ глазных болезней, научно-издательский комплекс «Башкирская энциклопедия», центр гидравлики трубопроводного транспорта, Научно-исследовательский и производственный институт биотрансплантатов и биопрепаратов «Биоплант»" и другие.
3. Проектные и исследовательские институты частных компаний: РН-УфаНИПИнефть, Башгипронефтехим и другие.

### Вузы
1. Уфимский университет науки и технологий. Создан в 2022 году в результате объединения Башкирского государственного университета (был основан в 1909 году как Уфимский учительский институт) и Уфимского государственного авиационного технического университета (был основан в 1932 году в Рыбинске, а в 1941 году был эвакуирован в Уфу);
2. Башкирский государственный аграрный университет. Основан 23 июля 1930 года как Башкирский сельскохозяйственный институт;
3. Башкирский государственный медицинский университет. Основан в 1932 году как Башкирский медицинский институт;
4. Уфимский государственный нефтяной технический университет. Основан в 1948 году как Уфимский нефтяной институт;
5. Башкирский государственный педагогический университет имени М. Акмуллы. Основан в 1967 году как Башкирский педагогический институт;
6. Уфимский государственный институт искусств имени Загира Исмагилова. Открыт в 1968 году как Уфимский институт искусств;
7. Уфимский юридический институт МВД России. Основан в 1988 году как Уфимская высшая школа МВД СССР;
8. Башкирская академия государственной службы и управления при Главе Республики Башкортостан. Основана в 1991 году как Башкирская коммерческая академия.

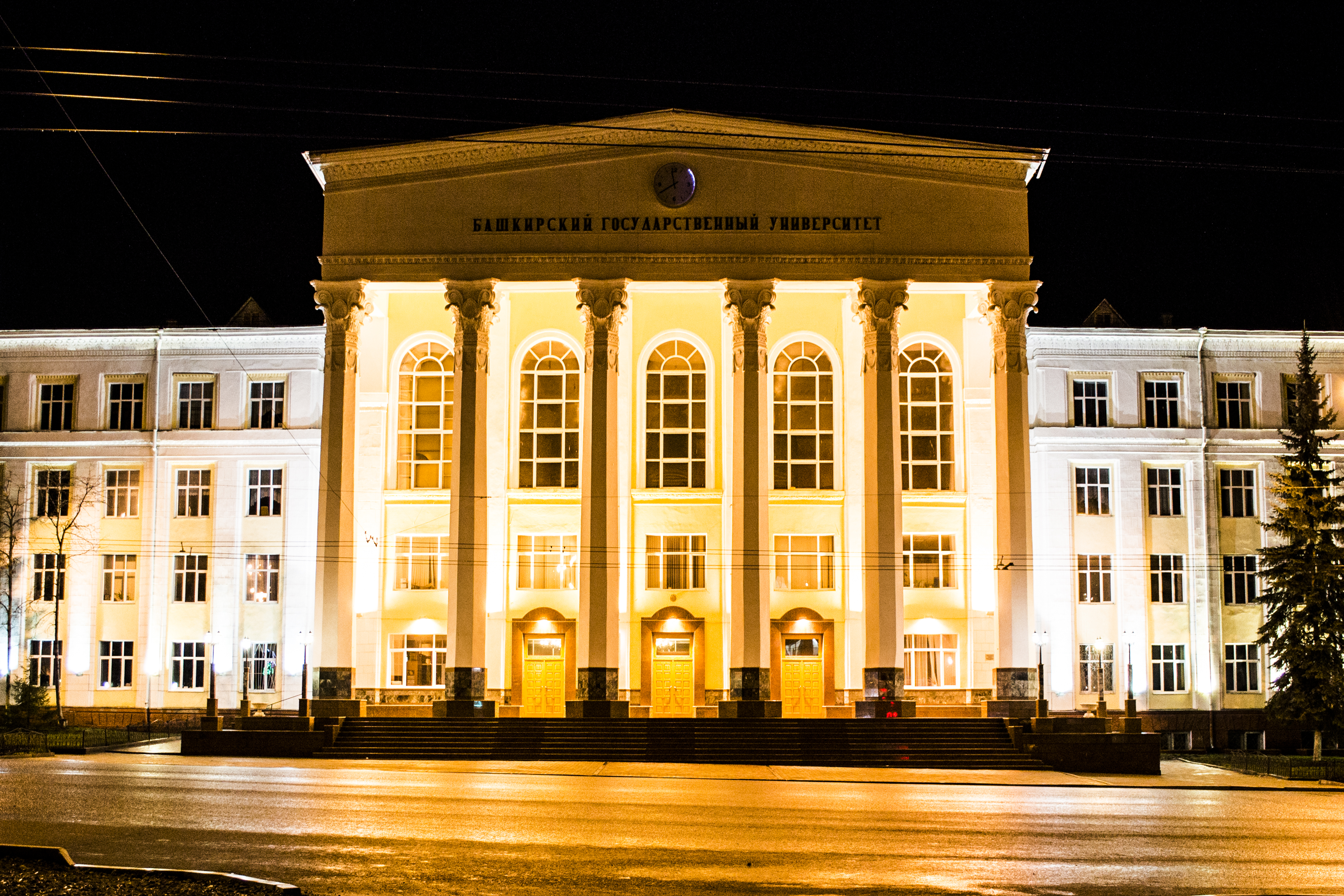
Уфимский университет науки и технологий
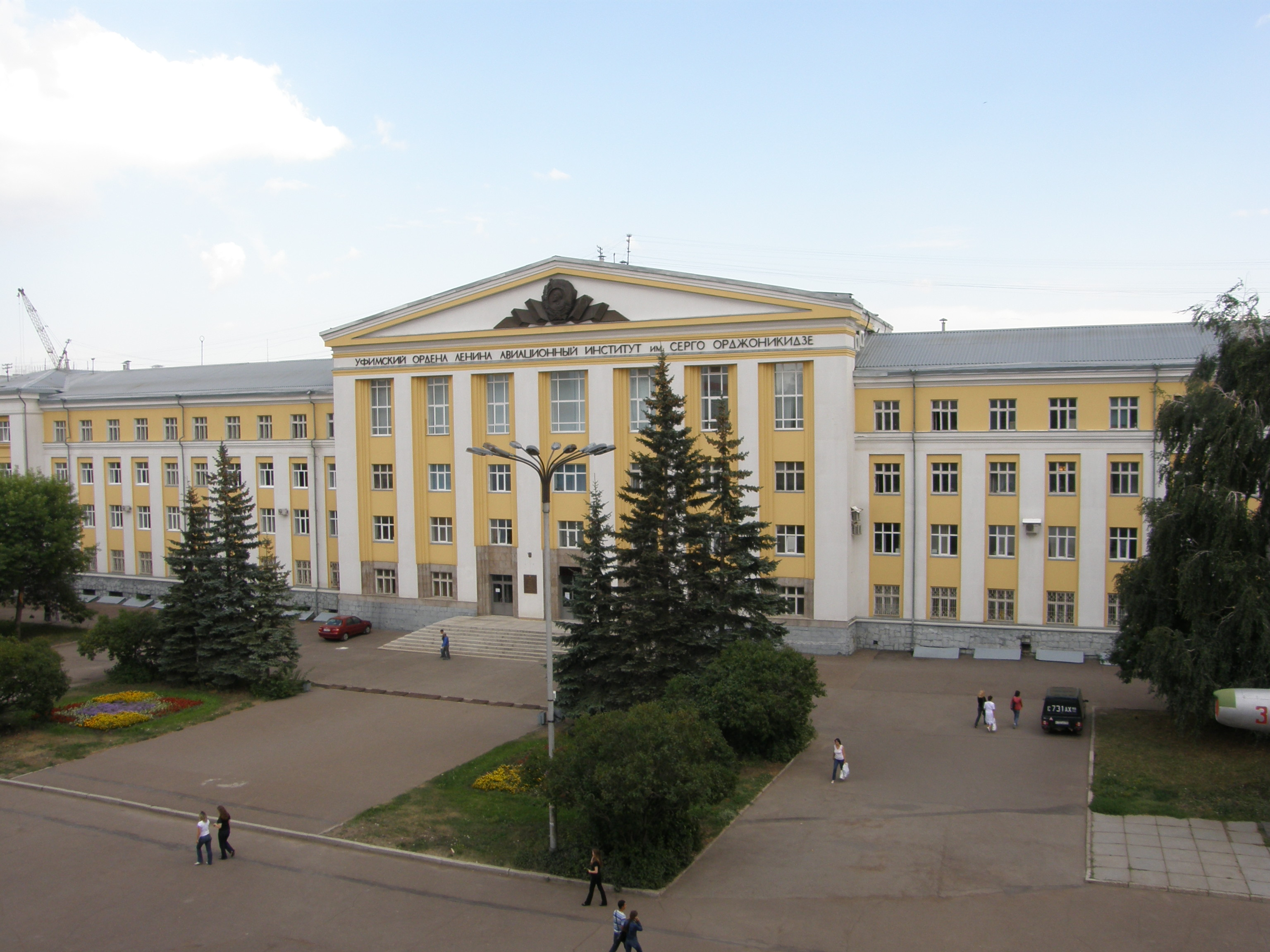
Уфимский университет науки и технологий
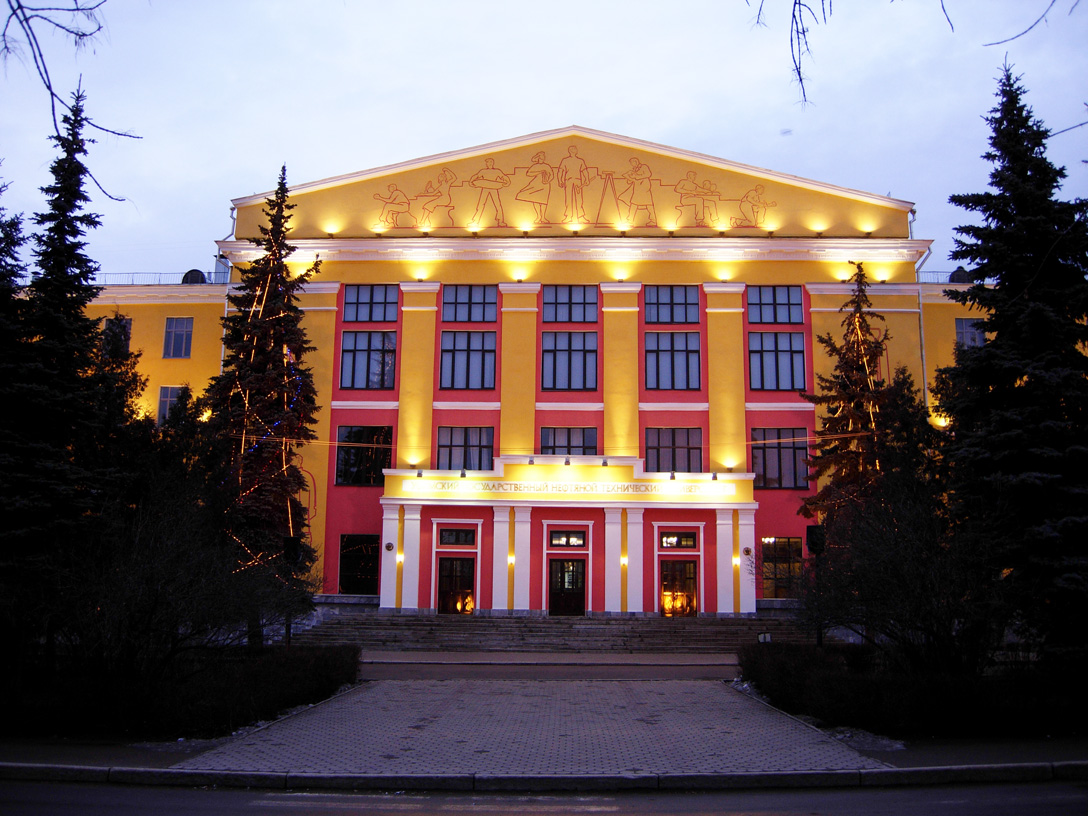
Уфимский государственный нефтяной технический университет
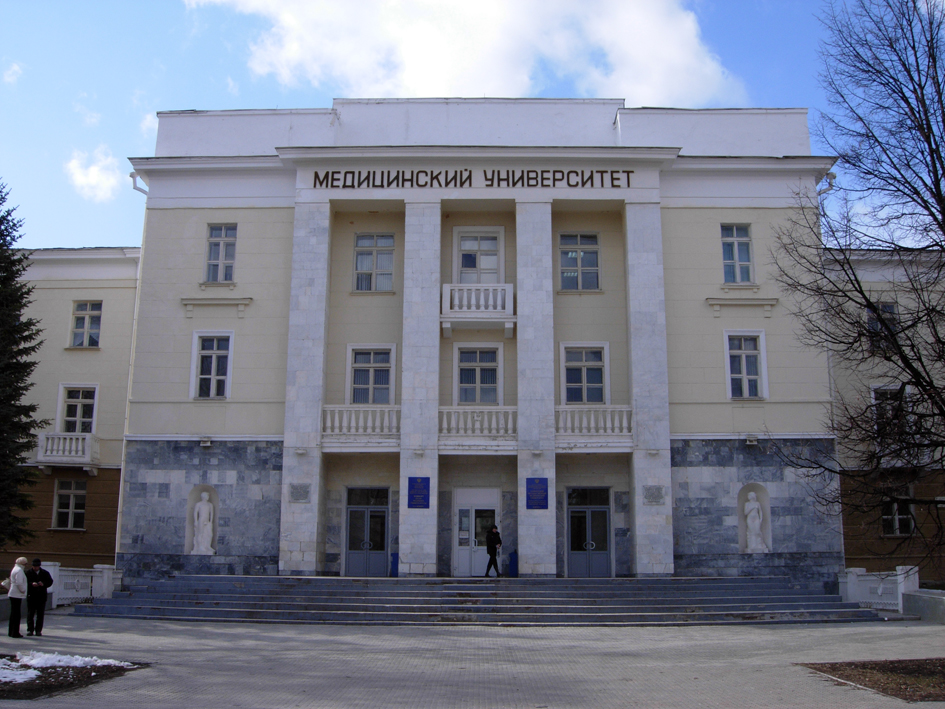
Башкирский государственный медицинский университет

Филиалы федеральных государственных учреждений высшего образования:
1. Уфимский филиал Финансового университета при Правительстве Российской Федерации. Образован в 1932 году как учебно-консультационный пункт ВЗФЭИ, с 1958 года — филиал[132];
2. Башкирский институт физической культуры (филиал) Уральского государственного университета физической культуры[133][134]. Образован в 1989 году как учебно-консультационный пункт Челябинского государственного института физической культуры, с 2000 года — филиал, с 2005 года — современное название и статус[135];
3. Уфимский институт (филиал) Российского экономического университета имени Г. В. Плеханова[136]. Образован в 1959 году как учебно-консультационный пункт Всесоюзного заочного института советской торговли[137], с 1993 года — филиал, с 1997 года — институт, закрыт в 2019 году.

Негосударственные учреждения высшего образования:
1. Башкирский институт социальных технологий (филиал) Академии труда и социальных отношений. Открыт в 1963 году как учебно-консультационный пункт Высшей школы профсоюзного движения ВЦСПС, с 1998 года — филиал, с 2004 года — современное название и статус[138];
2. Восточная экономико-юридическая гуманитарная академия. Основана в 1993 году как Восточный экстернатный гуманитарный университет;
3. Башкирский кооперативный институт (филиал) Российского университета кооперации. Организован в 1995 году как учебно-консультационный пункт, с 1996 года — филиал, с 2003 года — институт[139];
4. Российский исламский университет. Основан в 1999 году как Российский исламский институт имени Р. Фахретдина.

Согласно исследованию Высшей школы экономики Башкортостан находится на 46-м месте среди регионов по востребованности региональных вузов. Среди городов-миллионников России Уфа занимает последнее место по востребованности своих вузов.

## Культура и искусство
Уфа — культурный центр Башкортостана.

### Театры
|                                                 |                                                          |                                   |                                   |                                                |
| Башкирский государственный театр оперы и балета | Башкирский академический театр драмы имени Мажита Гафури | Русский академический театр драмы | Филармония имени Хусаина Ахметова | Уфимский государственный татарский театр «Нур» |

Действуют шесть государственных театров — Башкирский государственный театр оперы и балета, Башкирский академический театр драмы имени Мажита Гафури, Русский академический театр драмы Башкортостана, Национальный молодёжный театр имени Мустая Карима, Уфимский государственный татарский театр «Нур», Башкирский государственный театр кукол — и два частных профессиональных театра — альтернативный театр «Перспектива» и Уфимский классический театр всех жанров. Также действует Башкирская государственная филармония имени Хусаина Ахметова.

### Библиотеки

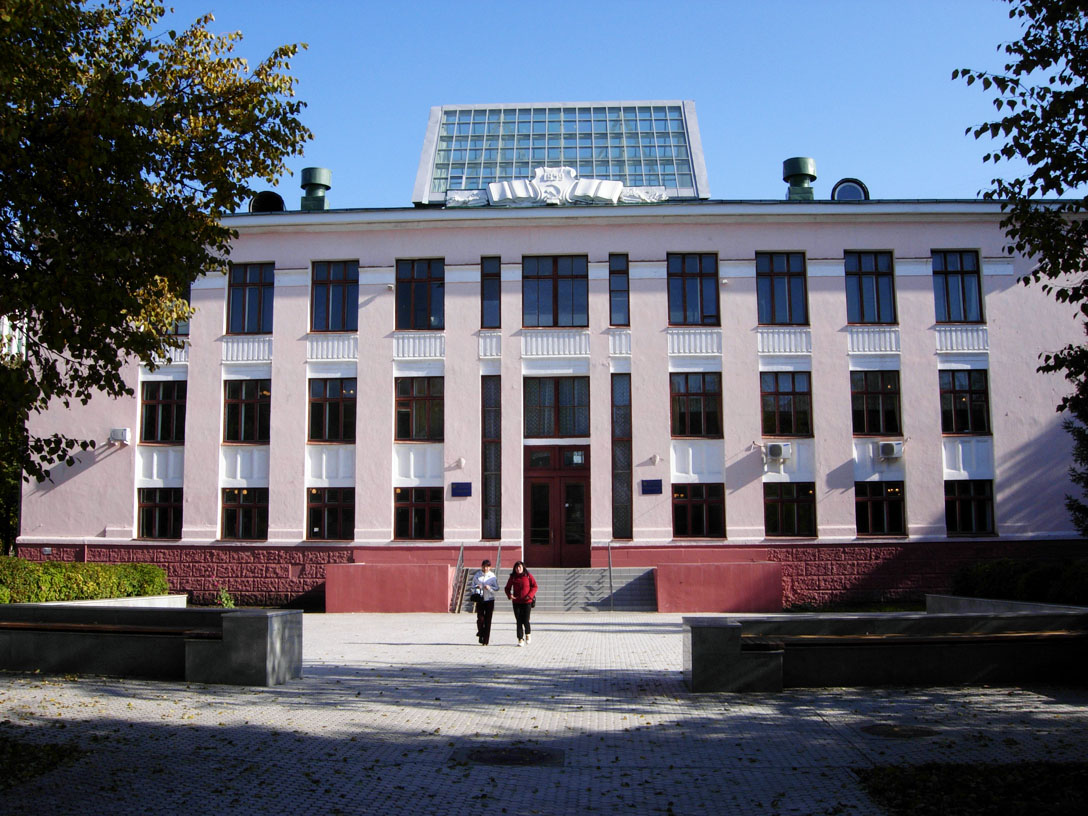
Национальная библиотека имени Ахмета-Заки Валиди

Действуют Научная библиотека Уфимского научного центра РАН, Национальная библиотека имени А.-З. Валиди с филиалами, Республиканская базовая библиотека, Центральная городская библиотека, Центральная городская детская библиотека имени Ш. А. Худайбердина, Башкирская республиканская специальная библиотека для слепых, Научно-техническая библиотека УГАТУ. Кроме этого, в городе есть 25 общих и 20 детских библиотек.

### Кинотеатры

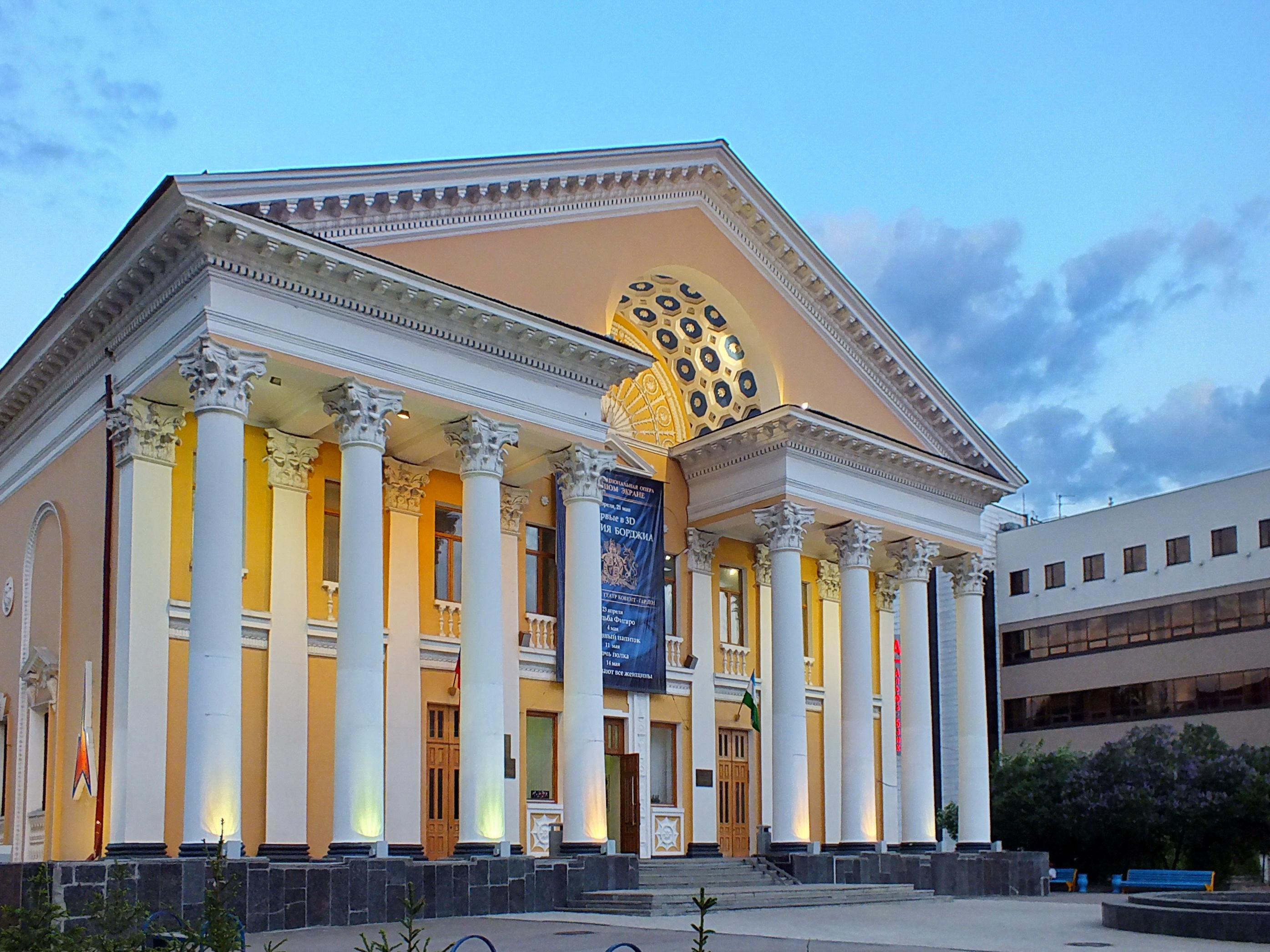
Кинотеатр «Родина» (1953, архитектор М. С. Яншин)

В Уфе действуют кинотеатры: «Родина», «Ultra Cinema» в ЦТиР «Мир», «Мягкий кинотеатр» в КРК «Мегаполис», «Кинопростор» в ЦТиО «Простор», «Синема Парк» в ТРК «Галерея ART», «Синема Парк» в ТРК «Семья», «Киномакс» в ТРК «Планета», «Синема 5» в ТГК «Меркурий», «Ultra Cinema» в ТКЦ «Ultra», «Синема 5» в ТРЦ «Акварин».
Ранее действовали первый постоянный уфимский кинотеатр «Фурор» (открыт в 1908 году, с 1925 года — «Горн», с 1936 года — «Салават», тогда же был расширен зрительный зал) — сейчас офисное здание, до этого здесь было кафе-бистро «Башкирское бистро», и кинотеатр «Победа».

### Музеи

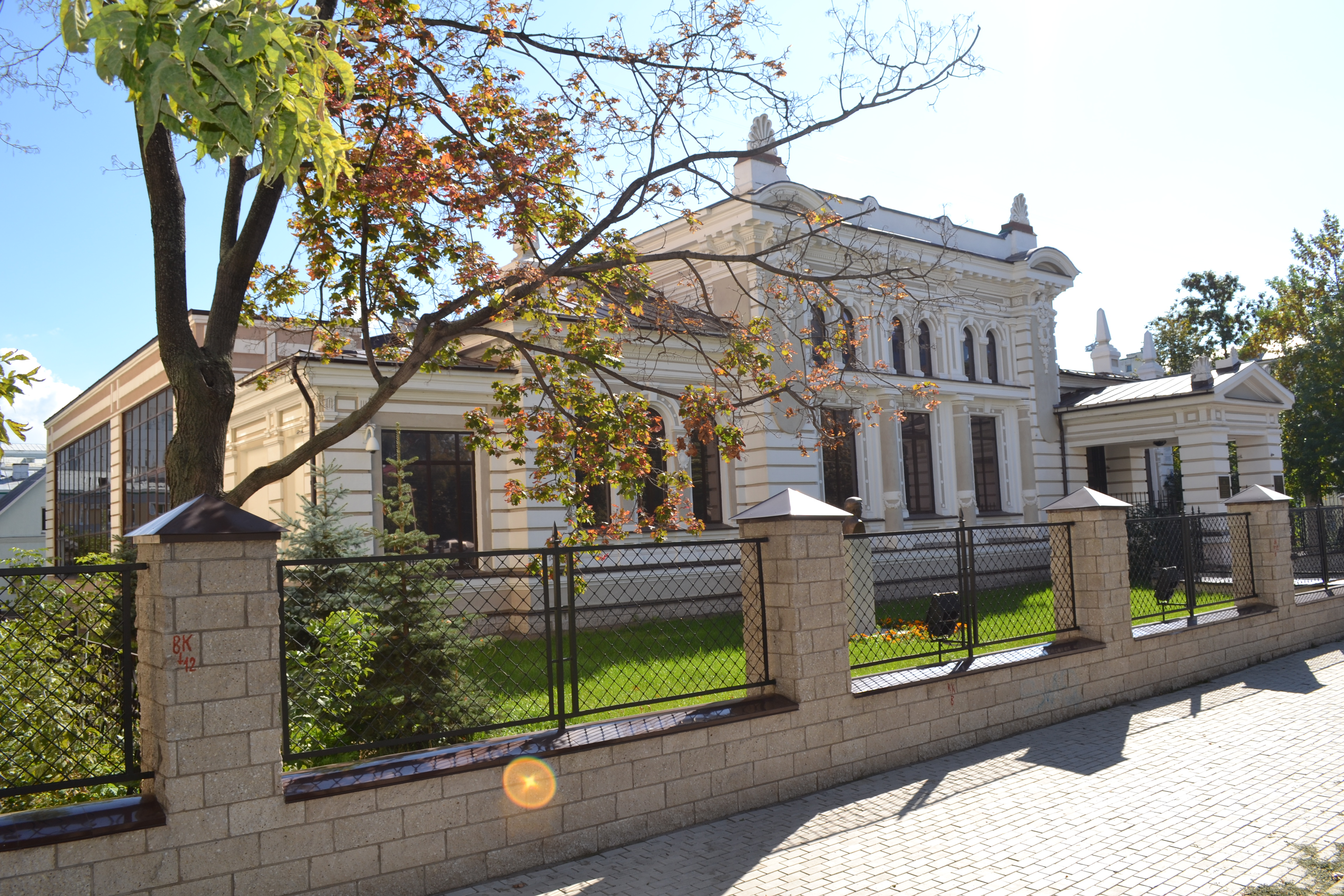
Музей археологии и этнографии

В Уфе открыто более 50 государственных и частных музеев.

### Галереи и выставочные залы
В Уфе действуют арт-галерея «Мирас», арт-галерея «Сара», выставочный зал «Ижад» Башкирского государственного художественного музея имени М. В. Нестерова, Уфимская художественная галерея и малый выставочный зал Союза художников Республики Башкортостан, галерея «Урал», галерея X-max, городской дом фотографии им. Дамира Ялилова, Союза художников Республики Башкортостан, центр современного искусства «Облака», городской центр «Арт-КВАДРАТ». Ранее действовал тематический этнопарк «Ватан».

### Музыка
Уфа — родина многих рок-музыкантов: Юрий Шевчук (ДДТ), Земфира, Рустем Булатов (Lumen), Год Змеи, Светотень, Emigstation, The Gykers Group; рэп и хип-хоп-исполнителей: Via Chappa, МанифестЪ, Boulevard Depo, Моргенштерн, Basic Boy, Thomas Mraz, Face; поп-артистов: Андрей Губин, Сергей Приказчиков (Пицца) и других.

### Фестивали
В Уфе проводятся международные фестивали и конкурсы: с 1995 года — открытый конкурс музыкантов-исполнителей имени Н. Сабитова, с 2002 года — органный фестиваль «Sauerfest» (современное название с 2015 года), с 2003 года — ежегодный джазовый фестиваль «Розовая пантера»; конкурс-фестиваль ансамблей и оркестров народных инструментов «Зов Урала» (в 2012, 2015 и 2016 годах). Ежегодно в Уфе проходит международный фестиваль Сердце Евразии.

## Спорт

### Футбол
- «Уфа» — участник Первой лиги с 2022 года.
- «Уфа» — участник М-Лиги.
- «Уфа» — участник первенства России среди женских команд Первой лиги (зона «Урал»).

### Хоккей
- «Салават Юлаев» — участник Континентальной хоккейной лиги, двукратный чемпион России (2007/08, 2010/11 гг.), обладатель Кубка Гагарина (2010/2011 гг.), двукратный обладатель Кубка Открытия (2008/2009, 2011/2012 гг.), обладатель Кубка Континента (2009/2010 гг.).
- «Толпар» — участник Молодёжной хоккейной лиги, трёхкратный бронзовый призёр МХЛ (2009/2010, 2010/2011, 2020/2021 гг.).
- «Агидель» — участник Женской хоккейной лиги, четырёхкратный чемпион ЖХЛ (2017/2018, 2018/2019, 2020/2021, 2022/2023).

### Баскетбол
- «Уфимец» — участник первого дивизиона Суперлиги.

### Волейбол
- «Урал» — участник Суперлиги, серебряный призёр (2012/2013 гг.).
- «Беркуты Урала» — участник Молодёжной волейбольной лиги, бронзовый призёр (2018/2019 гг.).
- «Уфимочка-УГНТУ» — участник чемпионата России среди женщин (высшая лига А).

### Гандбол
- «Акбузат» — участник чемпионата России среди мужчин (Суперлига).
- «Уфа-Алиса» — участник чемпионата России среди женщин (Суперлига).

### Хоккей с мячом
- «Кировец» — участник чемпионата России (Суперлига) с сезона 2022/2023.

### Настольный теннис
Первый официальный матч по настольному теннису в г. Уфе был проведён 22 января 1928 г. в клубе Союза торговых служащих (ул. Ленина,14, бывшее Дворянское собрание). Управляет настольным теннисом как олимпийским видом спорта Федерация настольного тенниса Республики Башкортостан. В Уфе настольным теннисом занимается более 5000 детей, проводятся сотни республиканских соревнований, охватывая более 10 тысяч участников, создан «Баш клуб настольного тенниса».

### Мотогонки на льду
Уфа является неформальной столицей российского трекового мотоспорта. Начиная с 1966 года, когда ФИМ начала проводить личный чемпионат мира, гонщики из России завоевали в нём 94 медали: 34 золотые, 31 серебряную и 29 бронзовых. Уфимцы — лидеры по количеству золотых медалей, завоёванных на личном чемпионате мира по гонкам на льду и по общему количеству:10 золотых медалей из 15 завоёванных.

### Крупные спортивные сооружения
Универсальные спортивные комплексы
- Спортивно-оздоровительный комплекс международной категории «Биатлон».
- Международный конно-спортивный комплекс «Акбузат» (вместимость 6500 зрителей).
- Спортивно-демонстрационный комплекс «Динамо».
- Спортивный комбинат «Нефтяник».
- Спортивно-оздоровительный комплекс «Трамплин».
- Горнолыжный комплекс «Ак йорт».
- Школа высшего спортивного мастерства (ШВСМ).
- Дворец борьбы.
- Центр фехтования.
- Республиканский центр спортивной гимнастики имени Светланы Хоркиной.
- Центр спортивной подготовки имени Ульфата Мустафина.

Футбольные стадионы
- «Нефтяник» — самый крупный в Уфе, вместимость 15 132 зрителя. Домашняя площадка ФК «Уфа».
- «Строитель» — вместимость 8000 зрителей, зимой принимает чемпионаты мира и Европы по мотогонкам на льду.
- «Динамо» — вместимость 4500 зрителей.
- Стадион имени Н. Гастелло.
- Стадион спортивной школы олимпийского резерва № 10.
- Стадион «Водник».

Ледовые арены
- Уфа-Арена (вместимость 8070 зрителей)[161].
- Дворец спорта «Салават Юлаев» (вместимость 3501 зритель).
- Спортивный комплекс «Юлаевец» (вместительность 200 зрителей).
- Крытый центр шорт-трека имени С. Елистратова.

Бассейны
- Бассейн «Буревестник».
- Бассейн «Нефтяник».
- Бассейн «Тан».
- Спортивный комплекс «Динамо».
- Спортивный комплекс «Урал».
- Спортивный комплекс «Локомотив».
- Лечебно-оздоровительный комплекс «Энергетик».
- Спортивно-оздоровительный комплекс «Красота и здоровье».
- Спортивно-оздоровительный комплекс «Юность».
- Спортивно-оздоровительный комплекс с плавательным бассейном БГПУ имени М. Акмуллы.

Аквапарки
- Аквапарк «Планета».
- Аквапарк «Лукоморье».

### Крупнейшие спортивные соревнования
- 1996 год — чемпионат Европы по хоккею с шайбой среди юниорских команд 1996.
- 2006 год — чемпионат мира по летнему биатлону.
- 2007 год — чемпионат мира по борьбе на поясах.
- 2009 год — чемпионат Европы по биатлону 2009.
- 2009 год — чемпионат мира по пожарно-спасательному спорту 2009.
- 2012 год — чемпионат мира по летнему биатлону.
- 2013 год — чемпионат мира по хоккею с шайбой среди молодёжных команд 2013.
- 2013 год — зимние Международные детские игры.
- 2014 год — Кубок Мира среди молодёжных клубных команд 2014.
- 2017 год — Матч звёзд КХЛ 2017.
- 2018 год — этап Волейбольной Лиги наций.
- 2019 год — этап Волейбольной Лиги наций.
- 2019 год — летние Международные детские игры[162].
- 2021 год — чемпионат мира по греко-римской, вольной и женской борьбе среди юниоров.

## Религия
Основными религиозными конфессиями в городе являются православное христианство и ислам суннитского толка.

### Православие

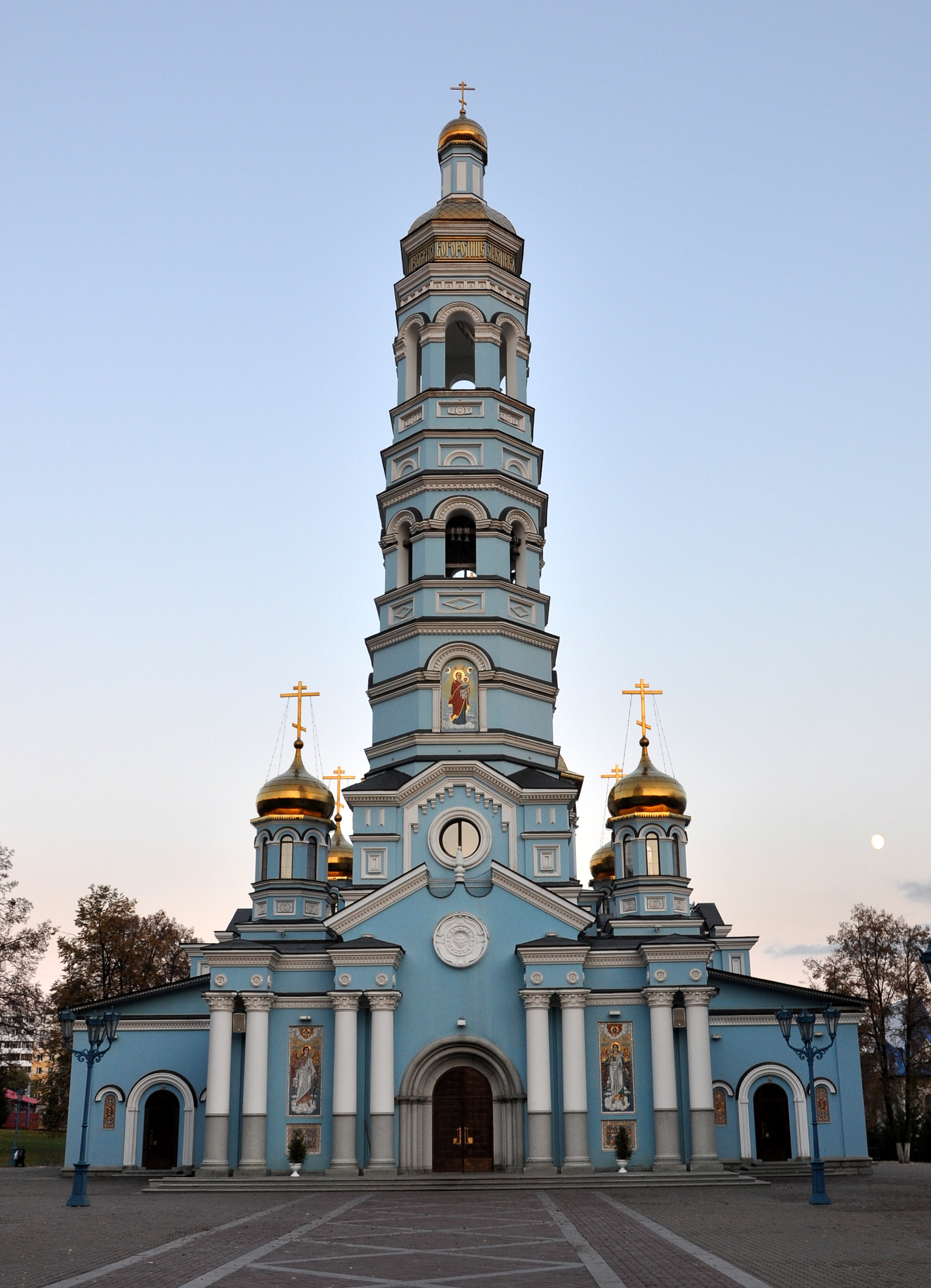
Собор Рождества Богородицы
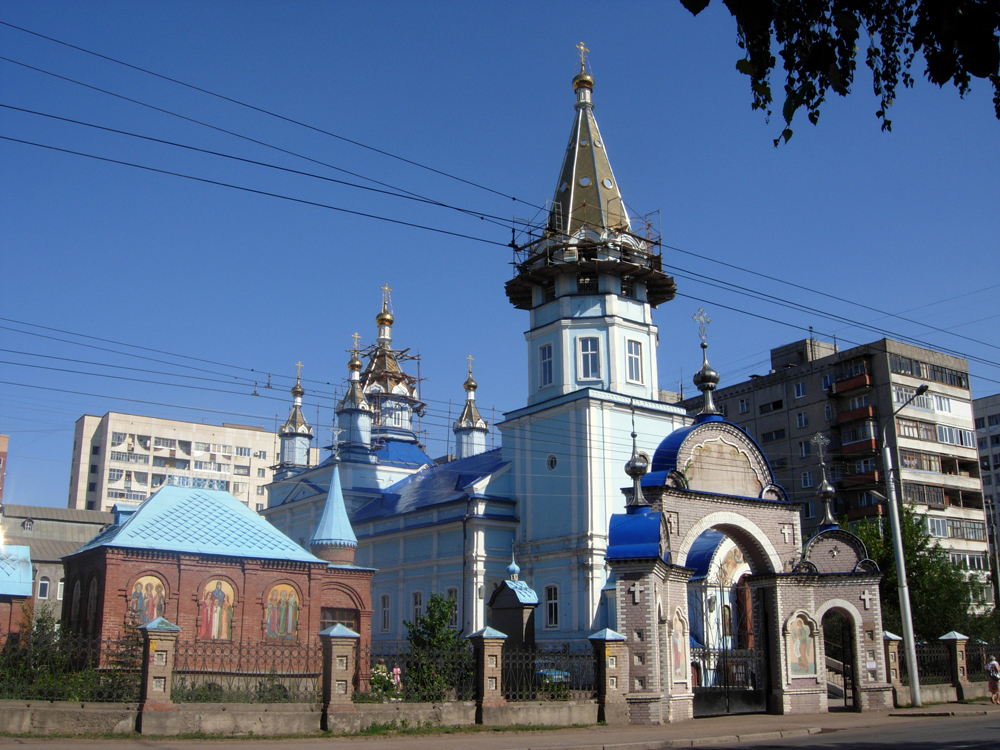
Богородско-Уфимский храм
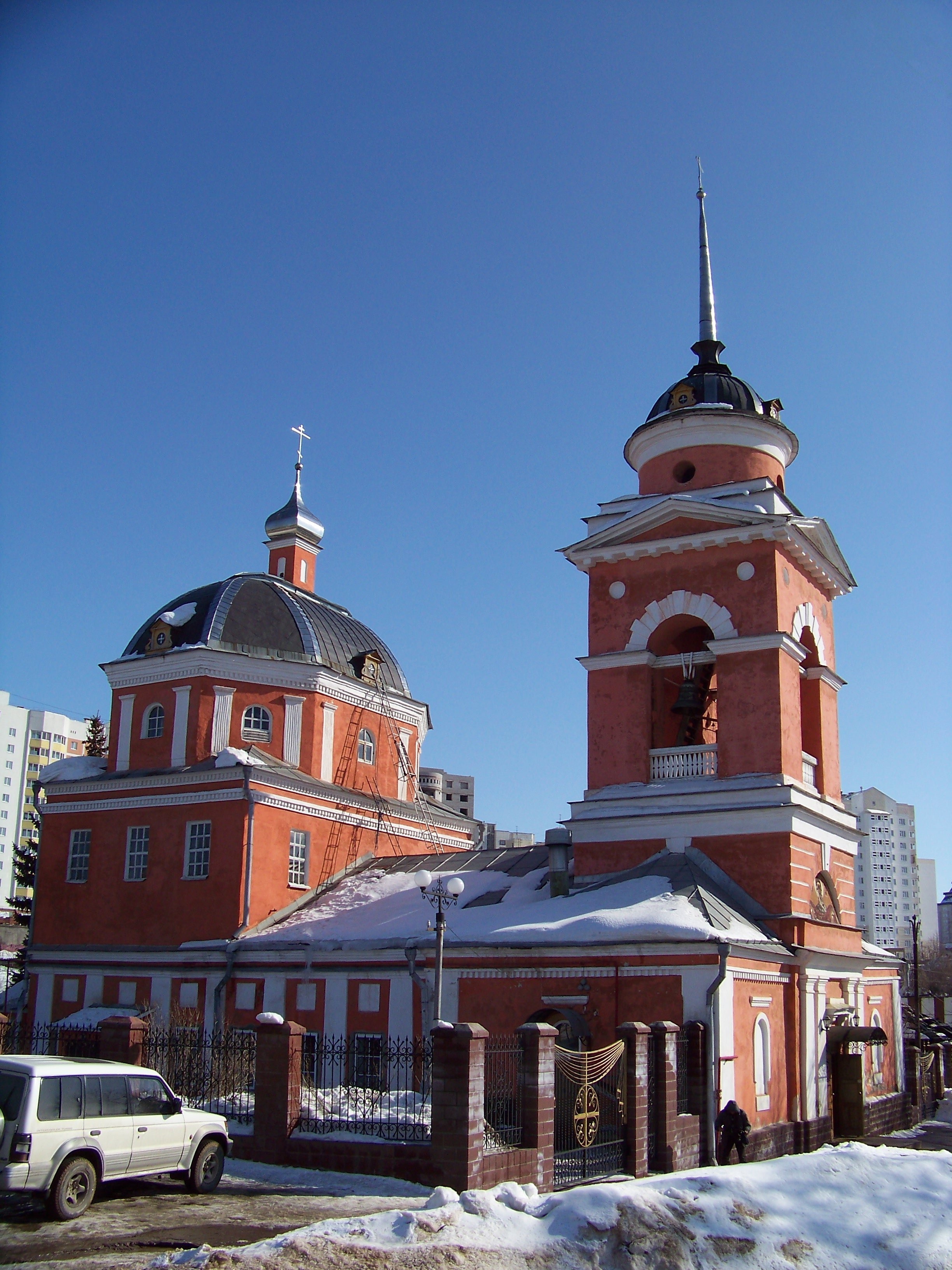
Покровская церковь
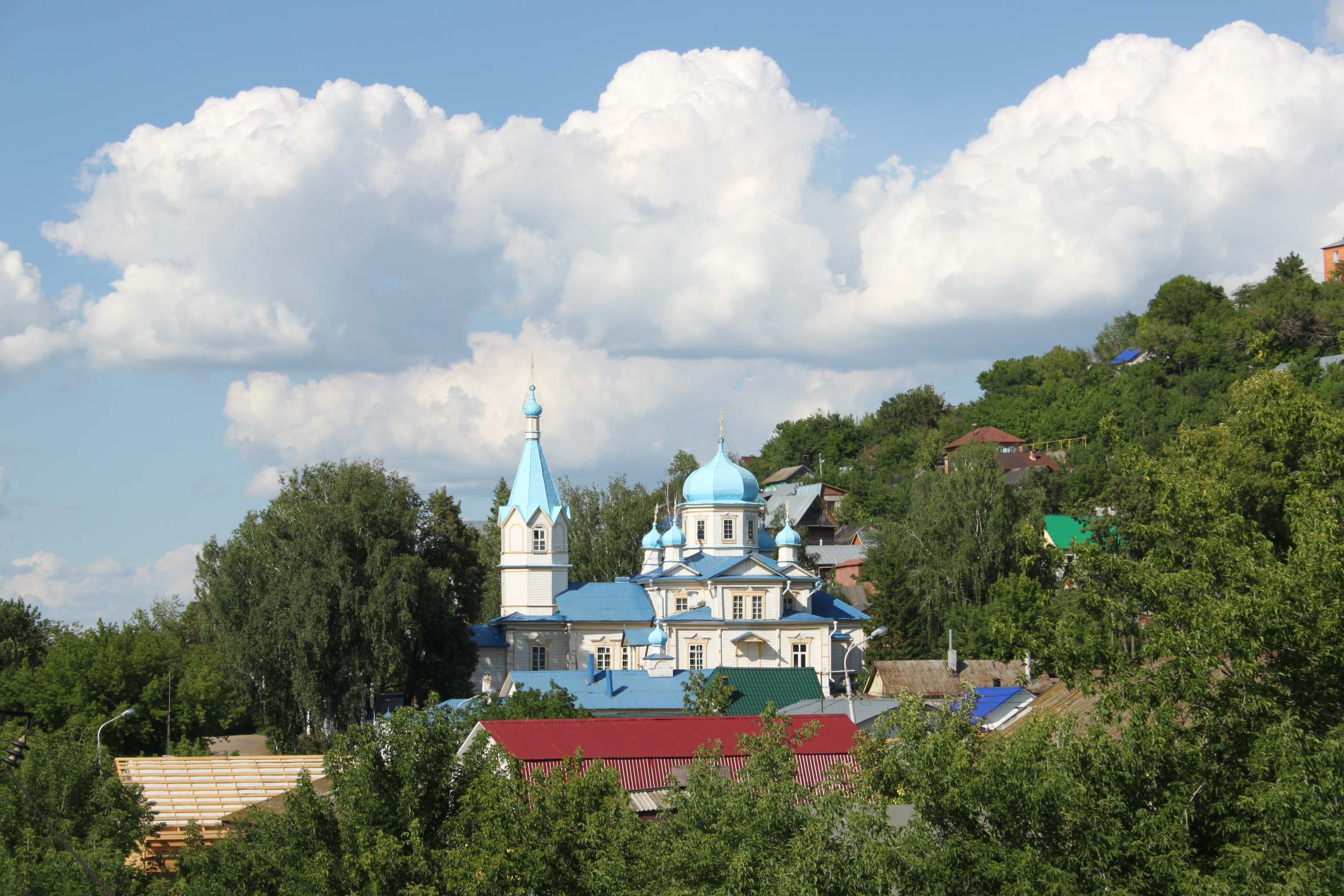
Крестовоздвиженская церковь

Уфа — центр Уфимской епархии Башкортостанской митрополии Русской православной церкви.
Во второй половине XVII века в честь прибытия в Уфу из Смоленска иконы Божьей Матери в центре Уфимского кремля была возведена первая каменная Смоленская соборная церковь (разрушена в 1955 году).
Действующие исторические храмы:
- Свято-Сергиевский соборный храм (в районе монумента Дружбы).
- Крестовоздвиженский храм (Нижегородка).
- Покровский храм (в районе монумента Дружбы).

Восстановленные и действующие храмы:
- Кафедральный собор Рождества Богородицы (ул. Кирова).
- Богородско-Уфимский храм (в Инорсе).
- Никольский вокзальный храм (у железнодорожного вокзала).
- Симеоно-Верхотурский храм (район бульвара Ибрагимова).
- Спасский храм (улица Октябрьской Революции).
- Успенско-Владимирская (Успенской Божьей Матери) церковь Успенского мужского монастыря.
- Храм в честь иконы Божией Матери Всех Скорбящих Радость.
- Храм благоверного князя Александра Невского (Сочинская ул.).
- Храм Святителя Митрофана Воронежского Успенского мужского монастыря.

Новые храмы:
- Обыденный храм Блаженной Матроны Московской (Сипайлово, ул. Бикбая, 32а).
- Свято-Никольский храм (Шакша).
- Свято-Пантелеимоновский храм (Черниковка).
- Храм Максимовской Иконы Божией Матери (Максимовка).
- Храм Матроны Московской (Сипайлово, ул. Бикбая, 32/3).
- Храм Святого Великомученика Георгия Победоносца (Затон, ул. Лётчиков).
- Храм Святого Андрея Первозванного (Дёма).
- Храм Смоленской иконы Божией Матери (Тимашево).
- Храм пророка Божия Святого Илии (Кемеровская ул., 89).
- Храм Равноапостольных Кирилла и Мефодия (Комсомольская ул.).

Строящиеся храмы:
- Всех скорбящих Радость иконы Божией Матери храм (Цветы Башкирии).
- Собор Воскресения Христова.
- Успенский храм (8 марта).

Снесённые храмы:
- Александровская церковь
- Александро-Невская часовня
- Вознесенская церковь
- Воскресенский собор
- Ильинская церковь
- Иоанно-Предтеченская (Кладбищенская, Старо-Ивановская) церковь
- Никольская часовня
- Петропавловская церковь
- Троицкая церковь
- Успенская церковь
- Уфимский Успенский мужской монастырь

Перестроенные и недействующие храмы:
- Уфимская духовная семинария
- Иверская церковь Благовещенского монастыря
- Александровская церковь Благовещенского монастыря

### Ислам

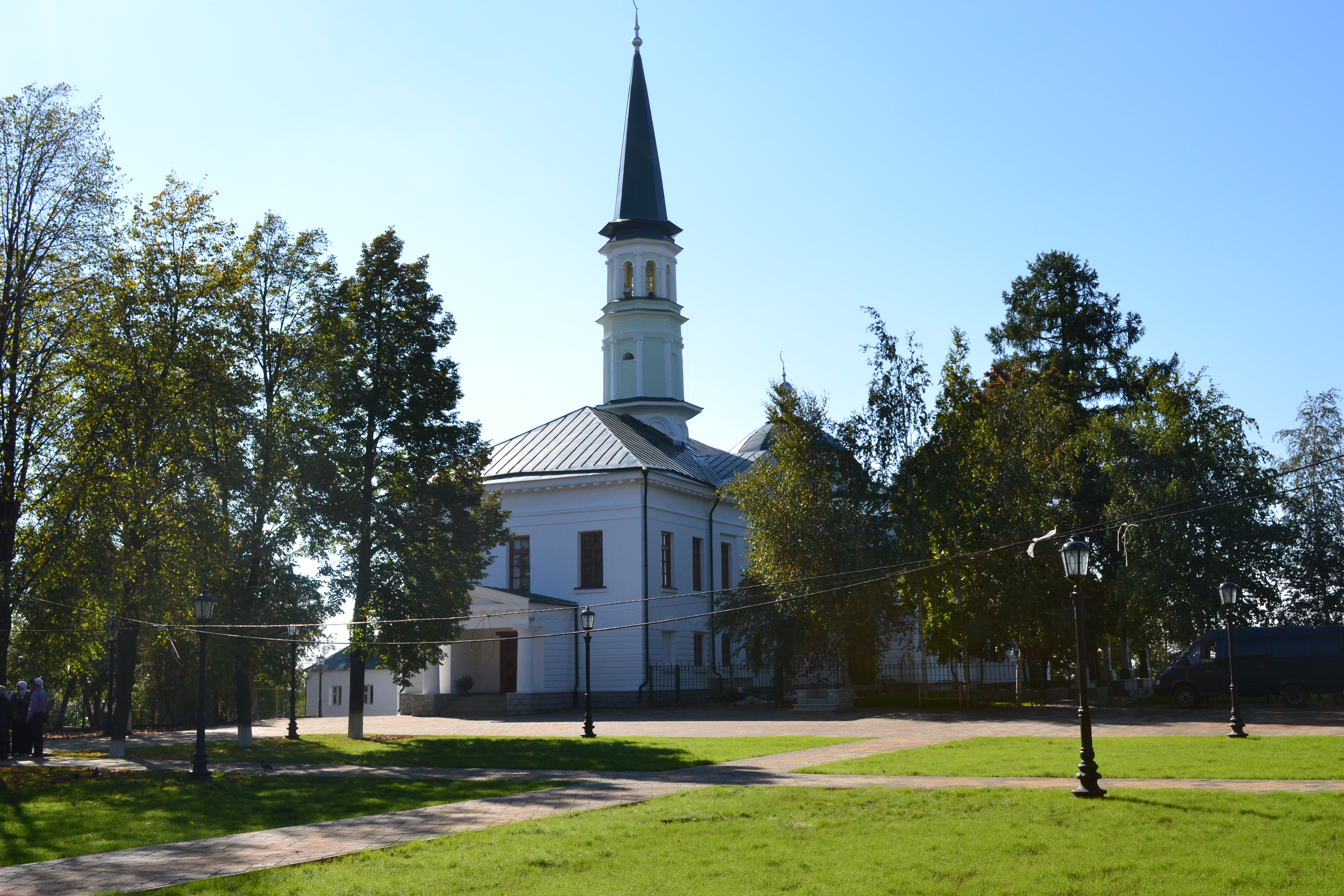
Первая соборная мечеть
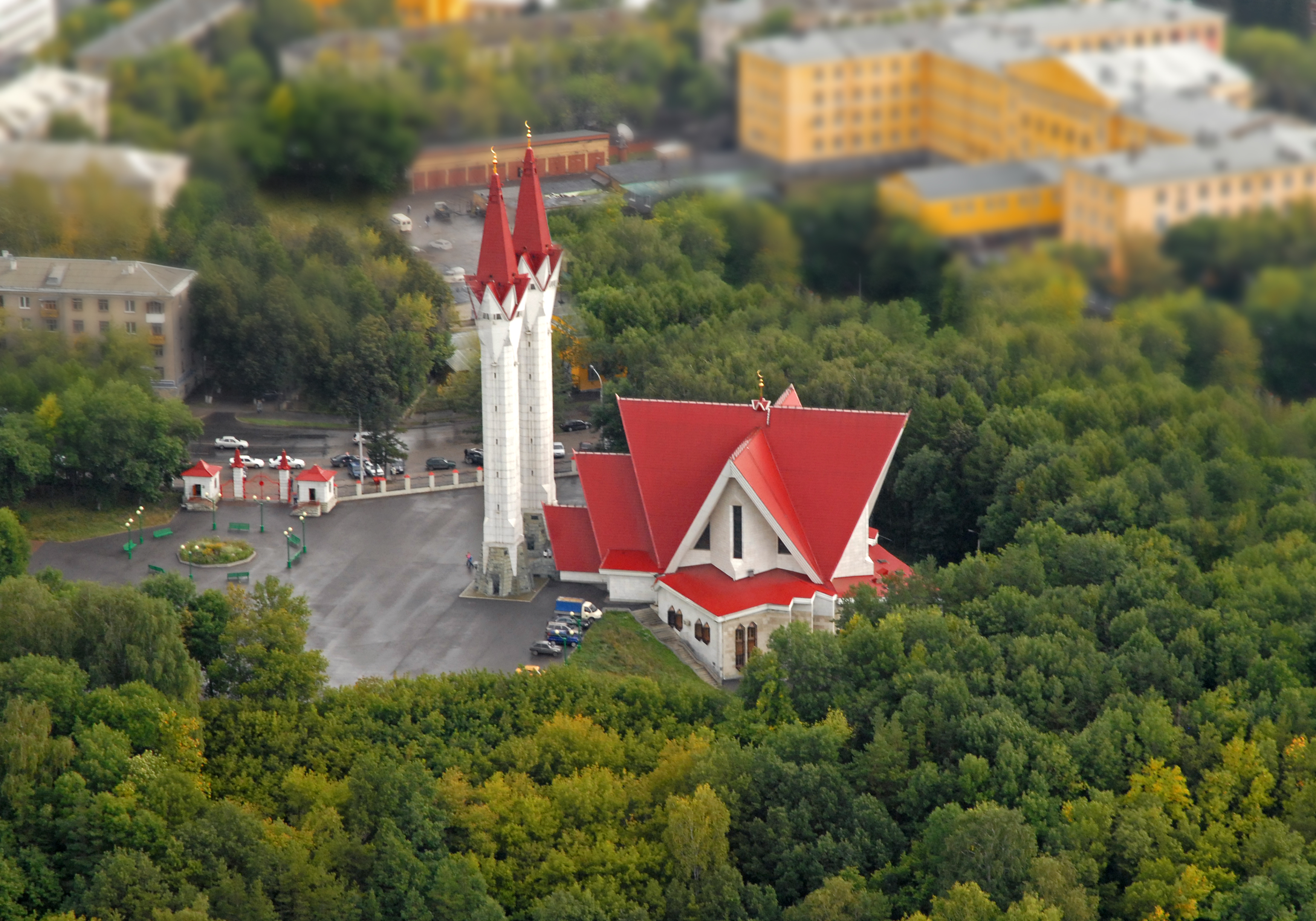
Мечеть «Ляля-Тюльпан»
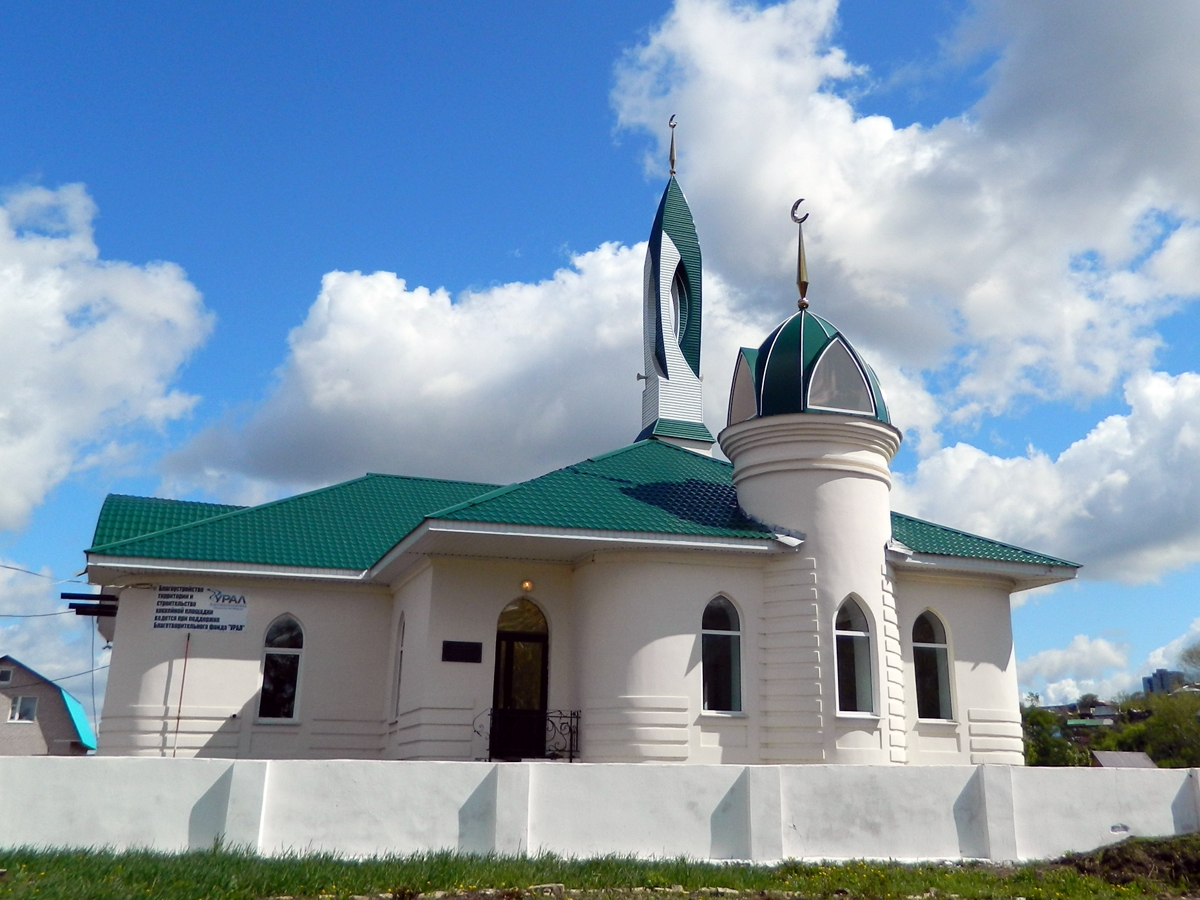
Мечеть «Мунира»
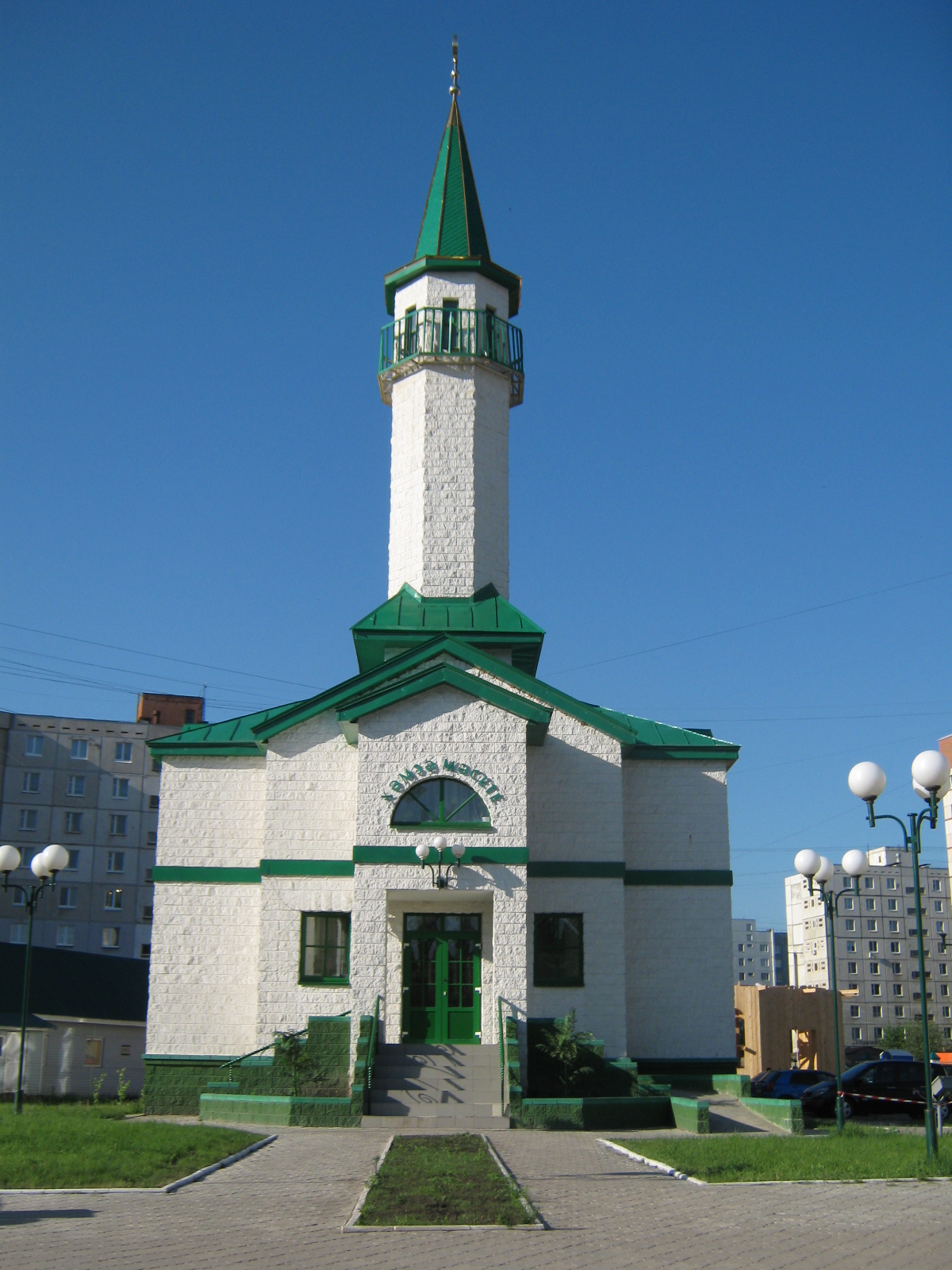
Мечеть Хамза-хаджи

Уфа является местом пребывания центральных органов и муфтиев Центрального духовного управления мусульман России и Духовного управления мусульман Республики Башкортостан.
Во время башкирских восстаний 1735—1740 годов была разрушена Азиева мечеть, которая считалась главной мечетью на территории Исторического Башкортостана. Мечеть располагалась у реки Берсувань (ныне село Чесноковка Уфимского района), в ней проходили всебашкирские народные собрания (йыйыны), которые являлись высшей властью во внутреннем самоуправлении башкир.
Первая соборная мечеть была построена по ходатайству муфтия Духовного управления мусульман Габдессаляма Габрахимова в 1830 году по Фроловской улице (ныне улица Тукаева) на средства царевококшайского купца 2-й гильдии Мукмина Хозясеитова.
На 2023 год в Уфе действуют 20 мечетей, из которых 4 мечети («Мадина» (Инорс), «Марьям», «Нур», «Нур Ислам») расположены в приспособленных помещениях (не имеют собственного отдельного здания). Также ведётся строительство мечети «Ар-Рахим» и реконструкция мечети Хакимия.
Мечети Уфы:
- Первая соборная мечеть (ул. Тукаева)
- Мечеть «Ляля-Тюльпан» (Черниковка)
- Мечеть «Ар-Рахим» (проспект Салавата Юлаева) (строится)
- Хакимия (ул. Мустая Карима) (на реконструкции)
- Мечеть «Асия» (Максимовка)
- Мечеть «Гуфран» (Мусульманское кладбище)
- Мечеть «Дания» (Тимашево)
- Мечеть двадцати пяти Пророков
- Дёмская районная мечеть (Дёма)
- Мечеть «Ихлас» (Алмалык)
- Мечеть «Мадина» (Дёма)
- Мечеть «Мадина» (Инорс)
- Мечеть «Марьям» (Черниковка)
- Мечеть «Мунира»(Нижегородка)
- Мечеть «Нур» (Затон)
- Мечеть «Нур Ислам» (Инорс)
- Мечеть «Рамадан» (Улица Бабушкина)
- Мечеть «Фатиха» (Глумилино)
- Мечеть «Фатхислам» (8 Марта)
- Мечеть «Хамза-хаджи» (Сипайлово)
- Мечеть (Шакша)
- Мечеть «Шукран» (Цветы Башкирии)

Перестроенные и недействующие мечети:
- Третья соборная мечеть (ул. Лесопильная)

Образовательные учреждения:
- Российский исламский университет Центрального духовного управления мусульман России
- Исламский колледж (медресе) имени Марьям Султановой Духовного управления мусульман Республики Башкортостан
- Исламский колледж (медресе) «Галия» Духовного управления мусульман Республики Башкортостан

### Протестантизм

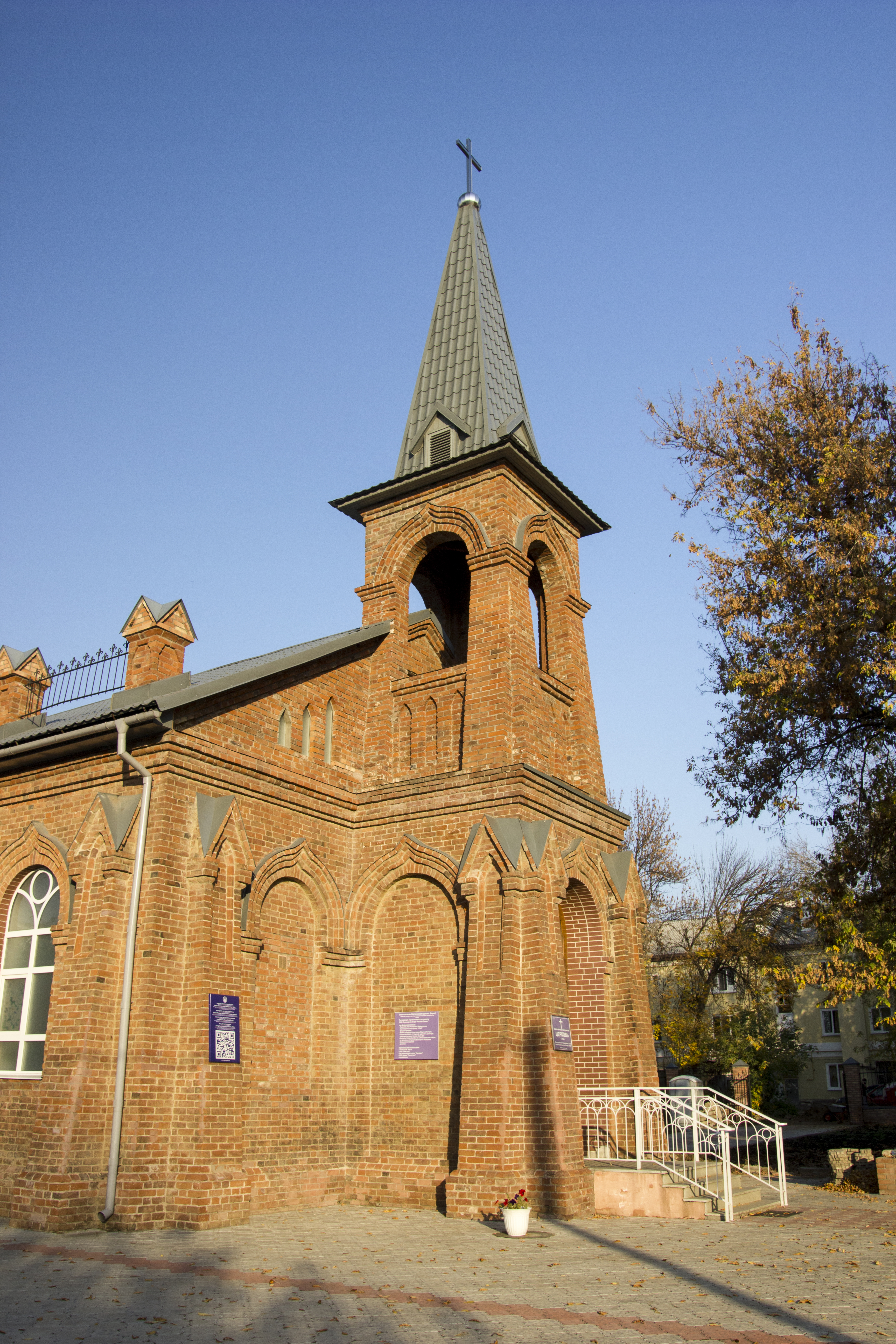
Уфимская кирха
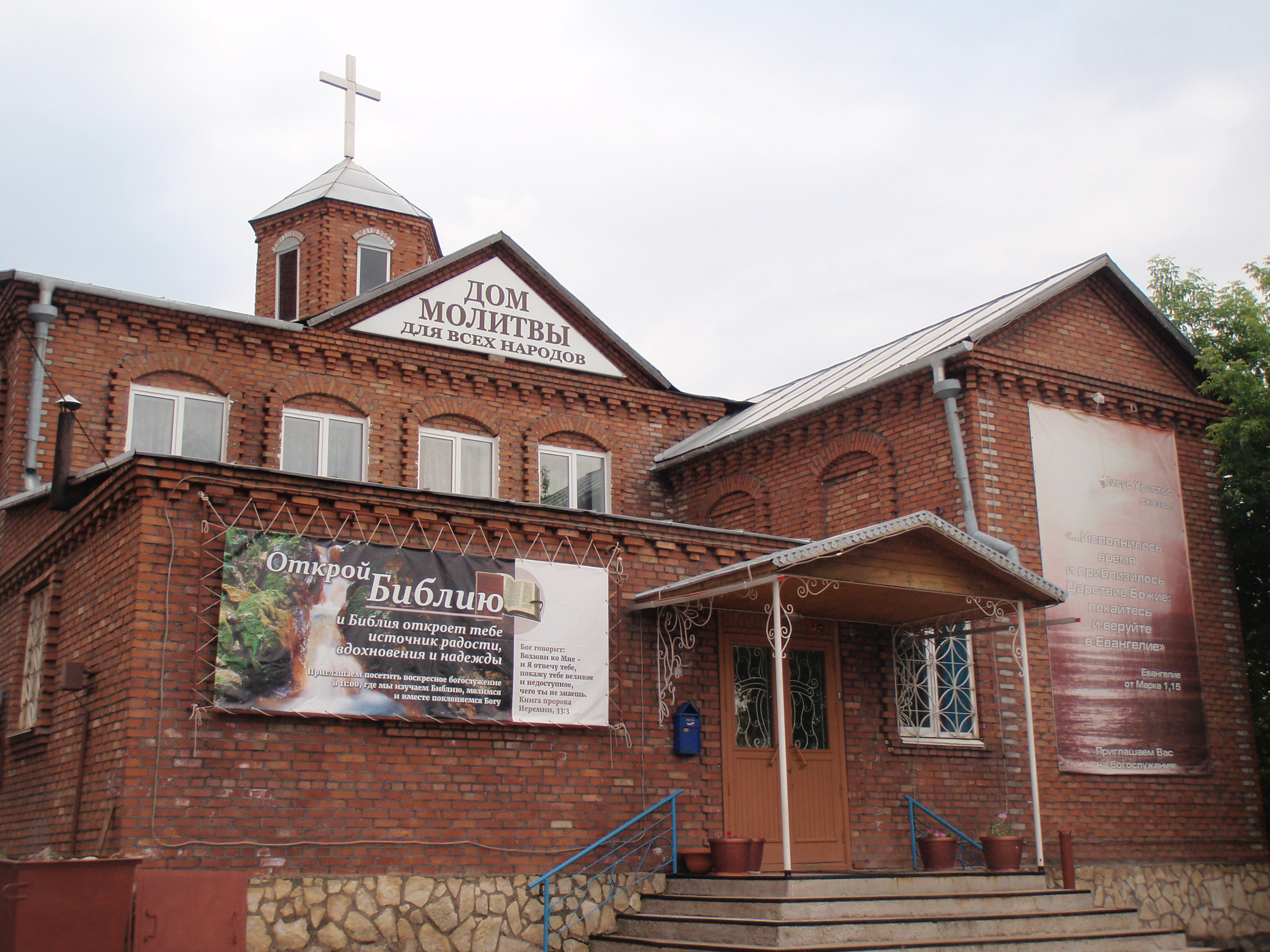
Дом молитвы для всех народов евангельских христиан баптистов

Уфимская кирха — лютеранская церковь была построена в 1909—1910 годах на Самарской (Малой Бекетовской) улице (ныне — улица Белякова) по распоряжению уфимского губернатора А. С. Ключарёва на средства уфимской благотворительницы А.-Е. Л. Фек.
Также в первое десятилетие XX века в Уфе появилась община евангельских христиан. В справочном издании «Дорога к храму» сказано, что «протестантская община русских евангельских христиан возникла в Уфе в начале XX века и была зарегистрирована в канцелярии Уфимского губернатора в 1912 г.»
Протестантские общины:
- Уфимская кирха (ул. Белякова)
- Дом молитвы для всех народов евангельских христиан-баптистов (ул. Выборгская)
- Дом молитвы евангельских христиан-баптистов «Благодать» (ул. Рихарда Зорге)
- Дом молитвы евангельских христиан-баптистов Церковь Святой Троицы (ул. Троицкая)
- Дом молитвы христиан веры евангельской Благая Весть (ул. Вологодская)
- Дом молитвы христиан веры евангельской Дерево Жизни (ул. Ростовская)
- Дом молитвы христиан веры евангельской (ул. Маршала Жукова)
- Дом молитвы христиан веры евангельской Свет правды (ул. Российская)
- Дом молитвы христиан веры евангельской Восхождение (ул. Первомайская)
- Дом молитвы христиан веры евангельской (ул. Генерала Шаймуратова)
- Дом молитвы христиан Адвентистов Седьмого Дня (переулок Осетинский)
- Новоапостольская церковь (ул. Менделеева)

### Прочие
Также зарегистрированы старообрядческие общины беспоповцев (спасова согласия и поморского согласия). Существуют молитвенный дом Русской православной старообрядческой церкви, молитвенный дом Рождества Пресвятой Богородицы (Древлеправославной поморской церкви), строится храм святителя Николы (Русской православной старообрядческой церкви). Существуют римско-католический приход, молитвенный дом Церкви Иисуса Христа Святых последних дней (с 2001 года) и другие религиозные движения. В 2008 году открылась новая Уфимская Синагога и еврейский общинный центр на ул. Блюхера.

## Средства массовой информации

### Пресса
Первая типография в Уфе открылась в 1801 году для нужд канцелярии гражданского губернатора. Первая в Уфе и губернии газета «Оренбургские губернские ведомости» печаталась с 1838 года, с 1865 года печатались «Уфимские Губернские Ведомости». Первая книга в городе была опубликована в 1853 году. В 1879—1883 годах выходил первый журнал «Вестник Уфимского земства».
В 1918 году в Уфе работал известный чешский писатель Ярослав Гашек. Здесь он выпускал газеты «Наш путь», «Красная Европа», написал серию рассказов и фельетонов («Из дневника уфимского буржуа», «Уфимский Иван Иванович», «Об уфимском разбойнике, лавочнике Булакулине», «Преосвященный владыка Андрей», «Два выстрела»).
Старейшая газета «Республика Башкортостан» ведёт историю с 1906 года от газеты «Уфимский рабочий». Газета на башкирском языке «Башҡортостан» ведёт историю с 1917 года от газеты «Башҡорт иттифаҡи бюроһының мөхбире». Газета на татарском языке «Кызыл таң» ведёт историю с 1918 года от газеты «Башҡурдистан». Городская газета «Вечерняя Уфа» выходит с 1969 года, газета на башкирском языке «Киске Өфө» издаётся с 2002 года. Еженедельная газета «Уфимские ведомости» в виде приложения к журналу «Уфа» выходит с 2002 года.
С 1920 года издаётся старейший журнал «Башҡортостан уҡытыусыһы» — «Учитель Башкортостана». С 1923 года выходит журнал «Агидель» — литературно-художественный и общественно-политический журнал на башкирском языке. С 1929 года издаётся детско-юношеский журнал на башкирском языке «Аманат». Единственный литературный журнал в Башкортостане на русском языке в формате «толстяка» — «Бельские просторы» выходит с 1998 года. Ежемесячный столичный журнал «Уфа» выходит с 2001 года.

### Радиовещание
В 1927 году была создана Уфимская радиовещательная компания, с августа 1928 года стали транслироваться регулярные радиопередачи на башкирском и русском языках.

### Телевидение
Первая пробная передача прошла в новогоднюю ночь с 1958 на 1959 год. Регулярное однопрограммное вещание началось с марта 1959 года со введением в эксплуатацию Уфимского телевизионного центра.
Осуществляется цифровое эфирное телерадиовещание первого (25 ТВК, 506 МГц) и второго (43 ТВК, 650 МГц) мультиплекса (пакета теле-, радиопрограмм).

## Международные отношения

### Дипломатические и консульские представительства
- Россия — представительство МИД России;
- Беларусь — отделение посольства;
- Таджикистан — генеральное консульство;

### Города-побратимы
- Анкара, Турция[182] — с 4 марта 1997 года
- Галле, Германия[182] — с 1977 года, повторно с марта 1997 года[183]
- Шэньян, Китай[182] — с 21 сентября 2011 года
- Хэфэй, Китай[182] — с 2016 года
- Цицикар, Китай[182] — с 2016 года
- Наньчан, Китай[182] — с 2016 года
- Астана, Казахстан[182] — с 3 февраля 2017 года[184]
- Бишкек, Кыргызстан[182] — с 13 июля 2017 года[5]
- Минск, Беларусь[185] — с 18 декабря 2017 года[5]
- Донецк,  Россия/ Украина[186][187] — с 20 марта 2022 года

### Города-партнёры
- Маскат, Оман[188]
- Лейпциг, Германия[182]
- Сухум,  Республика Абхазия/ Грузия[189][182]
- Китакюсю, Япония[182]
- Мерсин, Турция[188]
- Павлодар, Казахстан[182]
- Чунцин, Китай[188]
- Екатеринбург, Россия[182]
- Казань, Россия[182]
- Оренбург, Россия[182]
- Самара, Россия[188]
- Волгоград, Россия[190]
- Челябинск, Россия[182]
- Пермь, Россия[182]
- Стерлитамак, Россия[182]
- Якутск, Россия[182]
- Краснодар, Россия[188]
- Сочи, Россия[182]
- Симферополь,  Россия/ Украина[191]
- Гомель, Беларусь[192]